# Opel Astra
De Opel Astra is een auto van Opel/GM uit de compacte middenklasse. De wagen biedt plaats aan vier volwassenen of twee volwassenen en drie kinderen en, afhankelijk van de uitvoering, een bepaalde hoeveelheid bagage. Het model kent drie basis carrosserieën, namelijk hatchback, sedan en stationwagen. Elke carrosserievorm is met verschillende uitrustingsniveaus verkrijgbaar. Naast deze basiscarrosserieën zijn er bij de verschillende generaties coupé-, cabrio- of cabrio-coupévarianten te vinden. Tevens is er van elke generatie een sportieve, snelle versie verkrijgbaar.
De Astra wordt onder andere gebouwd in fabrieken in Duitsland, het Verenigd Koninkrijk, Brazilië, Zuid-Afrika, India, Polen en Rusland. De grootste concurrenten van de Opel Astra zijn de Ford Focus en de Volkswagen Golf. Er zijn sinds de introductie van de Astra in september 1991 meer dan 10.000.000 exemplaren van de band gerold waarmee het de succesvolste Opel aller tijden is.

## Astra F (1991-1998)

### Kenmerken

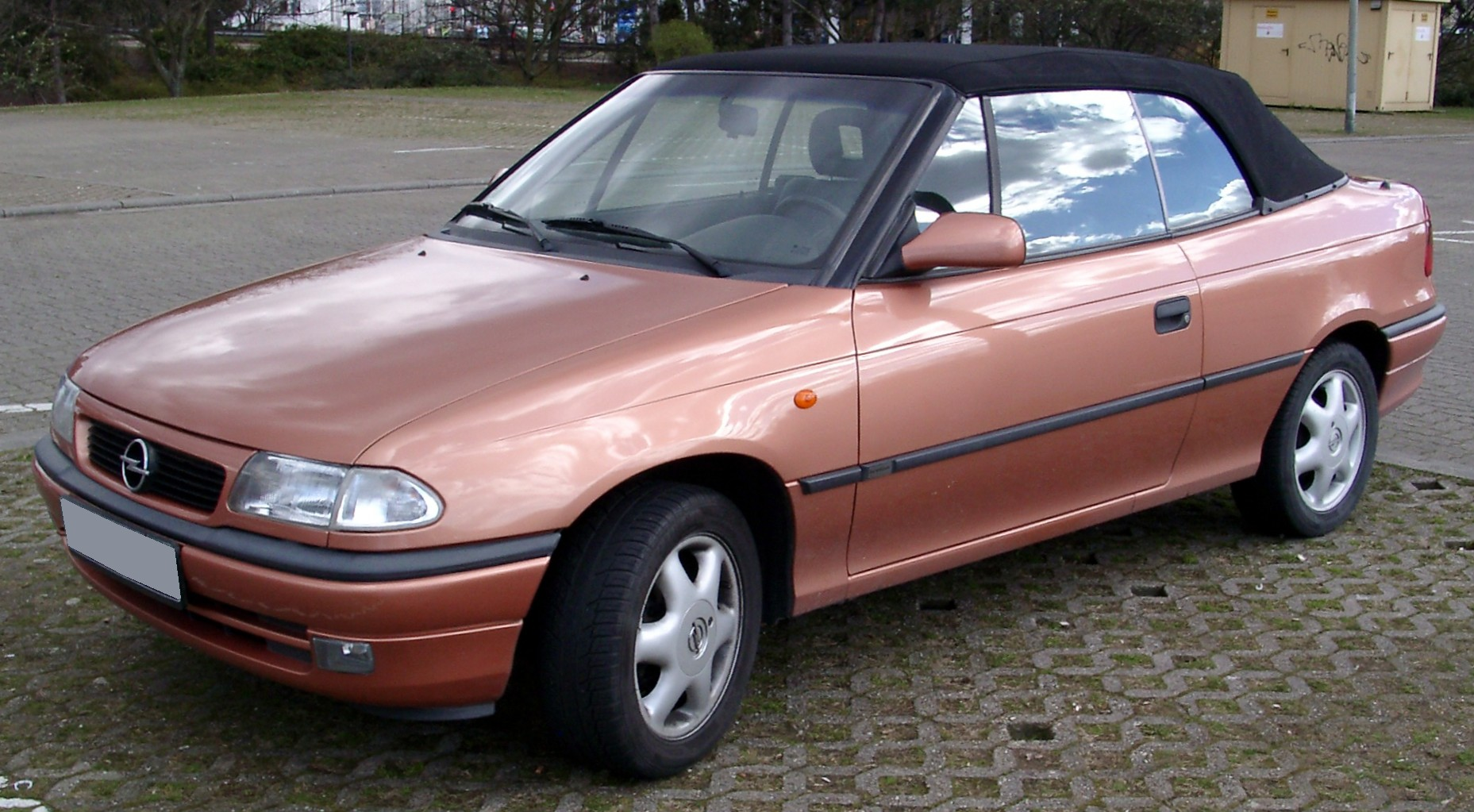
Astra F cabrio (modeljaar 1996)

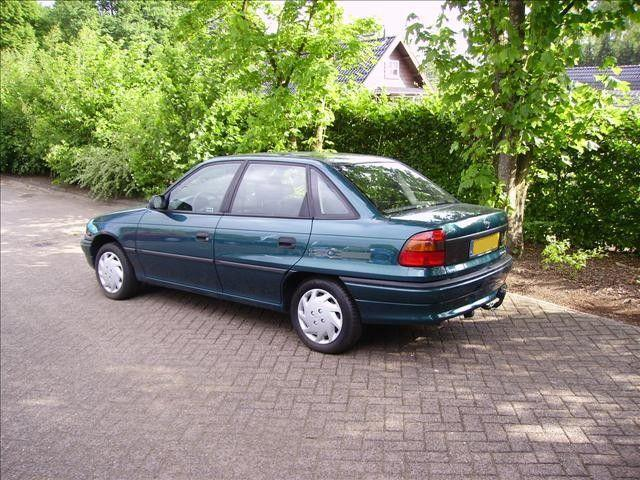
Astra F sedan

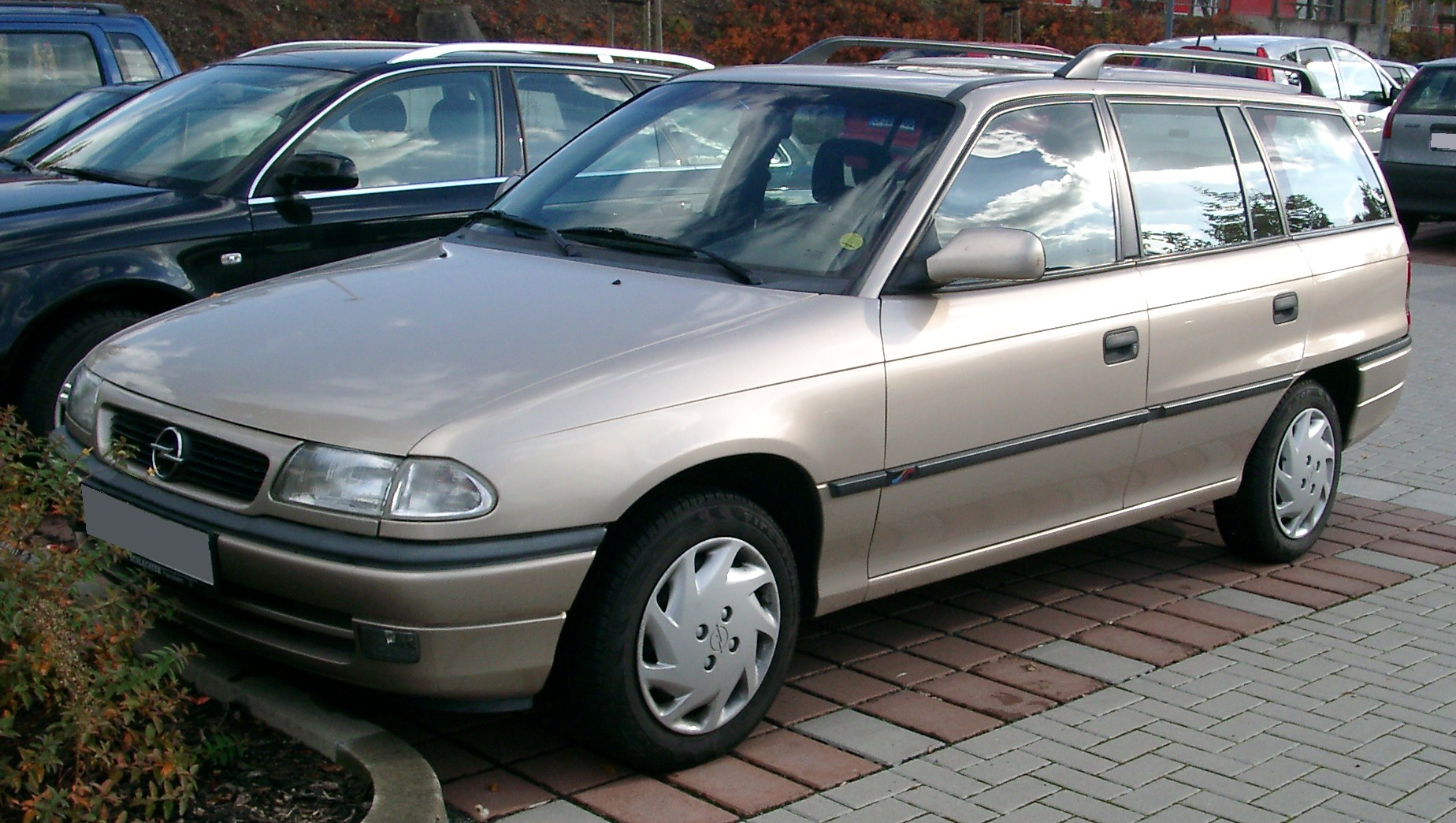
Astra F station

De Astra F kwam in september 1991 op de Nederlandse en Belgische markt. De Astra verving de Kadett E. Aangezien GM eenduidige namen voor Engelse en Europese modellen wilde, is ervoor gekozen om de naam Astra vanuit Engeland over te laten waaien. De laatste Astra's F verlieten in de zomer van 1998 in Nederland en België de showroom van de Opel dealers. In die zeven jaar wist Opel er wereldwijd 4,3 miljoen te verkopen (de Astra Classic niet inbegrepen). De Astra-telling begint bij de F en niet zoals alle nieuwe modellen gebruikelijk bij de A omdat zijn voorloper de Opel Kadett stopte bij de telling E. De auto werd uiteindelijk tot juli 2002 gebouwd in Gliwice, Polen, in Midden- en Oost-Europa is dit model onder de naam 'Opel Astra Classic' verkocht, naast het destijds nieuwe model Astra G. Andere Opel/GM-fabrieken stopten in juli 1998 de productie. De Astra F staat op het GM T-platform, net als zijn voorganger. De laatste Kadett en eerste Astra verschilden technisch maar weinig.
In Zuid-Afrika gebruikt Delta (de Zuid-Afrikaanse fabrikant van Opel) voor de hatchbackvariant van de Astra F nog de aanduiding Kadett. De sedan wordt al wel Astra genoemd. De volgende generatie (G) wordt wel in zijn geheel Astra genoemd.
De wagen is verkrijgbaar in vijf carrosserievarianten.
- Hatchback (3- en 5-deurs)
- GSi (3-deurs)
- Sedan (4-deurs)
- Cabrio (2-deurs)
- Stationwagen (5-deurs)

In de Astra F bracht Opel een aantal bestaande technieken die tot dan toe vooral in de hogere klassen te vinden waren, naar de compacte klasse. Zo is de Astra Cool in 1993 een van de eersten in z'n klasse met airconditioning aan boord. Nieuw is ook de informatiedisplay in de middenconsole. In de basisversie (DID, Dual Info Display) laat deze display datum en tijd zien en is het tevens de display voor de fabrieksradio, wat diefstal van de radio onaantrekkelijk maakt. Op de iets uitgebreidere TID (Triple Info Display) is daarnaast ook de buitentemperatuur zichtbaar, die tevens begint te knipperen bij temperaturen onder de 3 graden Celsius, als waarschuwing tegen mogelijke gladheid. De meest uitgebreide versie (MID, Multi Info Display) is alleen bij de GSi standaard. Op andere uitvoeringen was deze tegen meerprijs leverbaar. Het systeem bevat een boordcomputer en een checkcontrol. De boordcomputer geeft inzicht in zaken als huidig verbruik, rijbereik, gemiddelde snelheid, gemiddeld verbruik en nog meer ritinformatie. De checkcontrol controleert door middel van sensoren en controlesystemen een aantal cruciale punten. Oliepeil, koelvloeistofniveau, werking van dimlicht voor en dimlichten en remlichten achter, remvoeringdikte en ruitensproeiervloeistofniveau worden door het systeem in de gaten gehouden.
Nieuw in de compacte klasse is ook de toepassing van tractiecontrole, in de GSi 16V. Deze regelt het vermogen van de motor terug wanneer er door de ABS-sensoren wielslip werd gemeten.
Het interieur van de Astra F van modeljaar 1991 tot en met 1993 was verkrijgbaar in verschillende kleuren, zoals zwart, rood, grijs, groen en blauw.

#### Milieu en veiligheid
Bij het ontwerp van de Astra F werd de nadruk gelegd op twee elementen: veiligheid en het milieu. Het uitgangspunt is dat de consument voor statische veiligheidsmaatregelen niet meer zou moeten betalen. Standaard zijn de autogordels zowel voor als achter in hoogte verstelbaar, zijn de voorstoelen voorzien van actieve gordelspanners en zijn in de portieren stalen kokers aangebracht (impact protection bars) welke de inzittenden moeten beschermen bij een zijdelingse aanrijding. Vanaf 1993 is een US-size airbag voor de bestuurder tegen meerprijs leverbaar. Vanaf modeljaar 1994 komt er ook een passagiersairbag beschikbaar en wordt de bestuurdersairbag standaard.
Alle motoren in de Astra zijn uitgerust met katalysator. Ook wordt in de wagen steeds meer gebruikgemaakt van herbruikbare materialen. De brandstofleidingen, luchtfilter, brandstofvulpijp en luchtinlaatslangen zijn bijvoorbeeld gemaakt van herbruikbaar kunststof. De nieuwe generatie Ecotecmotoren in de modellen van na de facelift zijn allemaal uitgerust met uitlaatgasrecirculatie voor schonere uitlaatgassen.

#### Roestproblemen
Van de Astra's vanaf het eerste modeljaar 1991 t/m 1994 blijkt na een aantal jaren dat zij gevoelig zijn voor roest op een aantal plekken. Vooral op de achterzijschermen bij de achterwielen en rond de vulopening van de tank ontstaat van binnenuit roest. Hierdoor wordt de levensduur van de carrosserie vaak de oorzaak dat de Astra's naar de sloop worden afgevoerd, terwijl ze motorisch gezien nog in prima staat verkeren. Als oorzaak van de roest wordt vaak verkeerde soort kit en slechte bescherming tegen opspattend vocht in de wielkasten genoemd. Vanaf september 1994 pakt Opel deze roestproblemen aan door de gehele carrosserie te verzinken.

#### Facelift
In 1995 krijgt de Astra een facelift, waarbij de wagen wordt voorzien van een nieuwe grille, koplampen met een schuiner aflopende hoek, standaard witte knipperlichten, standaard een plaat op de kofferbakdeksel tussen de achterlichten (beide waren voor de facelift alleen geleverd op de GSi), donkere achterlichten, stootstrips, nieuwe zijspiegels en nieuwe bumpers. Het interieur ondergaat een vernieuwing en is vanaf dan alleen leverbaar met de basiskleur zwart.
Ook de GSi-uitvoering ondergaat een facelift. Liefhebbers moeten het vanaf 1994 stellen zonder spoilers, bredere bumpers en luchthappers in de motorkap. Optisch is de GSi slechts nog te onderscheiden door de badge op de stootstrippen aan de zijkanten. Ook moet de GSi z'n 150 pk sterke twee liter 16v krachtbron halverwege 1995 inruilen tegen de nieuwe generatie Ecotecmotor met dezelfde inhoud, maar 14 pk minder. Ook de vijfdeurshatchback en de station zijn vanaf dat moment als GSi te bestellen. Dit betreft dan voornamelijk een motorische upgrade met ander onderstel.

#### Uitrustingsniveaus
De Astra F is leverbaar met verschillende uitrustingsniveaus.
- L (Luxe)
- GL (Grand Lux)
- GLS (Grand Lux Sport)
- GT (Gran Turismo)
- Sport
- CD (Company Director)
- CDX (Company Director Xtra)
- GSi (Grand Sport injection)

Na de facelift komt daar een aantal aanduidingen bij of voor in de plaats zoals Club, Fresh, Edition, Njoy, Season, Sprint. Dit zijn (actie)modellen die afgeleid zijn van de eerder genoemde uitrustingsniveaus.

### GSi-uitvoering

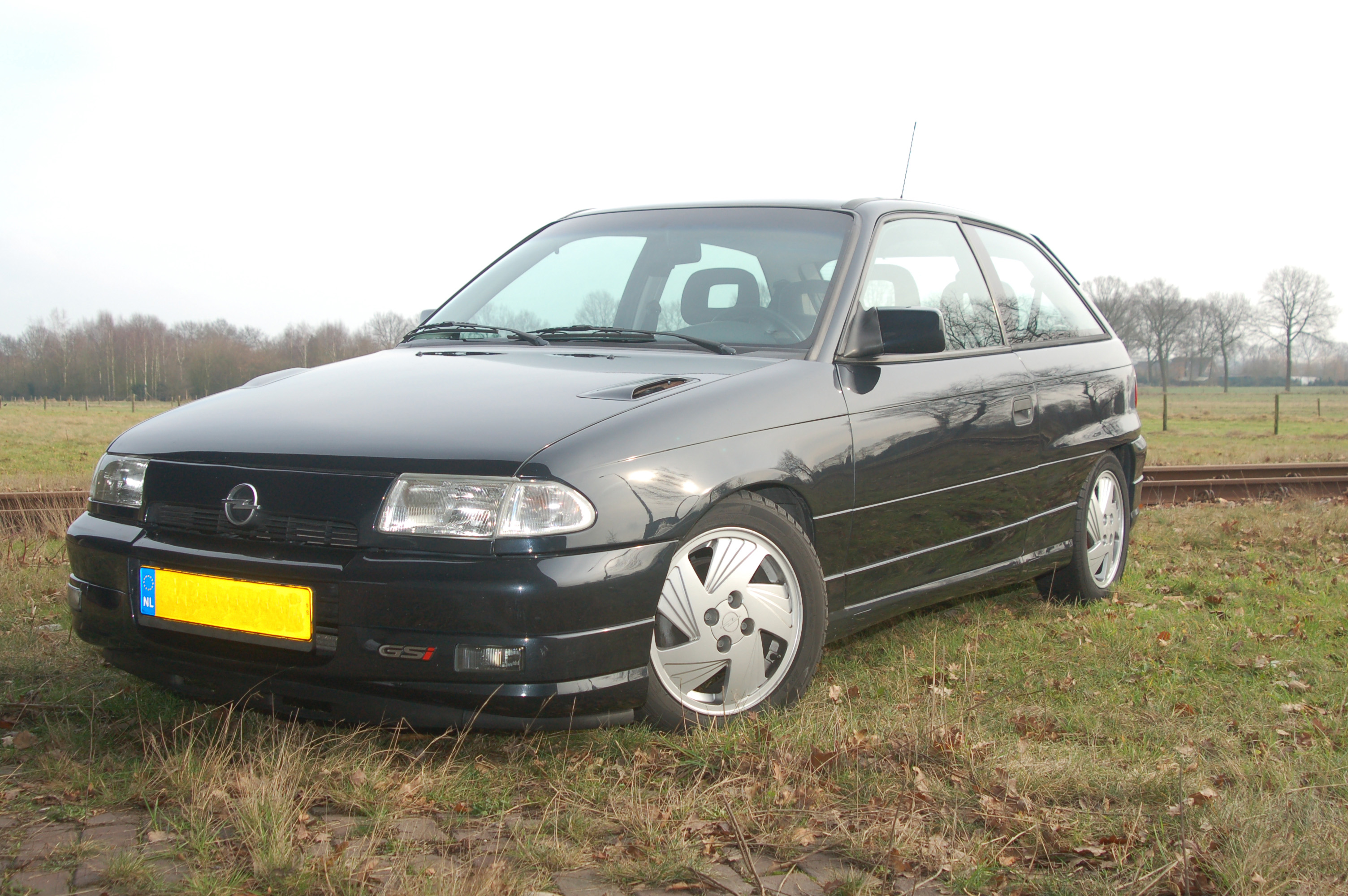
Astra F GSi uit 1992.

Bij de introductie in september 1991 brengt Opel in navolging van de Kadett E GSi ook voor de Astra F een snelle uitvoering op de markt. De basismotor van dit model is een tweeliterkrachtbron met twee kleppen per cilinder (C20NE). Deze heeft een vermogen van 115 pk en brengt de GSi in 9,5 seconde vanuit stilstand naar 100 km/h (fabrieksopgave). De krachtigste versie is uitgerust met de 150 pk sterke 2 liter 16V. Mede door het voor die tijd hoge koppel van 196 Nm weet deze motor in een tijd van 8 seconden de wagen van 0 naar 100 km/h te brengen. In 1993 wordt de C20NE vervangen voor de C18XE, een 1,8 liter motor met 16 kleppen.
Deze GSi wijkt optisch sterk af van de standaard driedeurshatchback, terwijl het stalen deel van de carrosserie nagenoeg gelijk is. De GSi is aan de buitenzijde voorzien van forsere voor- en achterbumpers, een afwijkende grille, sideskirts, luchtsleuven in de motorkap en een grote dakspoiler op de achterklep. Tevens is de antenne achter op het dak geplaatst, in tegenstelling tot de plaatsing op het linker achterscherm bij de overige uitvoeringen. De knipperlichten voor zijn wit in in plaats van oranje. Zijknippers ontbreken bij de GSi en de achterlichten zijn donkerder van kleur. Tussen de achterlichten is een plaat gemonteerd op de achterklep en de GSi is voorzien van getint glas.
Standaard is de GSi in Nederland en België rijk uitgerust. Zo wordt de wagen geleverd met boordcomputer, ABS, stuurbekrachtiging en schijfremmen rondom. Bij uitvoeringen zonder airconditioning is tot MY '94 een schuifkanteldak standaard. Recaro sportstoelen zitten in het pakket. De 2.0 16V wordt standaard geleverd op 15 inch lichtmetaal en tot modeljaar 1994 uitgerust met mistlampen voor. Ook tractioncontrol is in die uitvoering standaard. Ten opzichte van de 2.0 8V en 1.8 16V heeft de 2 liter 16V een extra stabilisatiestang aan de achteras. Ook zijn alle oorspronkelijk Nederlandse en Belgische wagens voorbereid voor nagenoeg alle mogelijke opties. Bij de GSi van na de facelift worden deze opties slechts tegen meerprijs leverbaar.

### Afmetingen
| Model     | lengte  | breedte | hoogte  | wielbasis |
| --------- | ------- | ------- | ------- | --------- |
| Hatchback | 4,051 m | 1,688 m | 1,410 m | 2,517 m   |
| Sedan     | 4,239 m | 1,688 m | 1,410 m | 2,517 m   |
| Station   | 4,278 m | 1,688 m | 1,475 m | 2,517 m   |
| Cabriolet | 4,239 m | 1,688 m | 1,410 m | 2,517 m   |

### Motoren
In eerste instantie is de wagen leverbaar met vijf verschillende benzinemotoren van 1,4 tot 2 liter en twee 1,7 liter dieselkrachtbronnen. Later worden er meer motoren leverbaar. Na de facelift komt een nieuwe generatie Ecotec motoren beschikbaar met vier kleppen per cilinder.
Benzine
| Code   | Type        | Motor     | Motor     | Motor   | Vermogen | Koppel | Jaartal     | Opmerking                                         |
| Code   | Type        | Inhoud    | Cilinders | Kleppen | Vermogen | Koppel | Jaartal     | Opmerking                                         |
| ------ | ----------- | --------- | --------- | ------- | -------- | ------ | ----------- | ------------------------------------------------- |
| C14NZ  | 1.4         | 1.389 cm³ | 4-in-lijn | 8V      | 60 pk    | 103 Nm | 1991 - 1998 |                                                   |
| 14NV   | 1.4 i       | 1.389 cm³ | 4-in-lijn | 8V      | 75 pk    | 110 Nm | 1991 - 1992 | Carburateur                                       |
| C14SE  | 1.4 si      | 1.389 cm³ | 4-in-lijn | 8V      | 82 pk    | 116 Nm | 1991 - 1995 | Multipointinjectie                                |
| X14XE  | 1.4 16v     | 1.389 cm³ | 4-in-lijn | 16v     | 90 pk    | 125 Nm | 1995 - 1998 | Multipointinjectie                                |
| X16SZ  | 1.6 i       | 1.598 cm³ | 4-in-lijn | 8V      | 71 pk    | 128 Nm | 1993 - 1995 |                                                   |
| C16NZ  | 1.6 i       | 1.598 cm³ | 4-in-lijn | 8V      | 75 pk    | 125 Nm | 1991 - 1994 |                                                   |
| X16SZR | 1.6 i       | 1.598 cm³ | 4-in-lijn | 8V      | 75 pk    | 128 Nm | 1996 - 1998 |                                                   |
| C16SE  | 1.6 si      | 1.598 cm³ | 4-in-lijn | 8V      | 100 pk   | 135 Nm | 1992 - 1994 | Multipointinjectie                                |
| X16XEL | 1.6 16v     | 1.598 cm³ | 4-in-lijn | 16v     | 100 pk   | 148 Nm | 1994 - 1998 | Multipointinjectie                                |
| C18NZ  | 1.8 i       | 1.796 cm³ | 4-in-lijn | 8V      | 90 pk    | 145 Nm | 1992 - 1994 |                                                   |
| C18XEL | 1.8 16v     | 1.798 cm³ | 4-in-lijn | 16v     | 115 pk   | 168 Nm | 1994 - 1995 | Multipointinjectie                                |
| X18XE  | 1.8 16v     | 1.799 cm³ | 4-in-lijn | 16v     | 115 pk   | 170 Nm | 1996 - 1998 | Multipointinjectie                                |
| C18XE  | 1.8 16v     | 1.798 cm³ | 4-in-lijn | 16v     | 125 pk   | 168 Nm | 1993 - 1994 | Multipointinjectie                                |
| C20NE  | 2.0 i       | 1.998 cm³ | 4-in-lijn | 8V      | 115 pk   | 170 Nm | 1991 - 1993 | Multipointinjectie                                |
| X20XEV | 2.0 16v     | 1.998 cm³ | 4-in-lijn | 16v     | 136 pk   | 188 Nm | 1995 - 1998 | Multipointinjectie                                |
| C20XE  | 2.0 GSI 16v | 1.998 cm³ | 4-in-lijn | 16v     | 150 pk   | 196 Nm | 1991 - 1994 | Multipointinjectie, alleen geleverd in de GSi16V. |

Diesel 
| Code   | Type    | Motor     | Motor     | Motor   | Vermogen | Koppel | Jaartal     | Opmerking     |
| Code   | Type    | Inhoud    | Cilinders | Kleppen | Vermogen | Koppel | Jaartal     | Opmerking     |
| ------ | ------- | --------- | --------- | ------- | -------- | ------ | ----------- | ------------- |
| 17D    | 1.7 D   | 1.700 cm³ | 4-in-lijn | 8v      | 60 pk    | 105 Nm | 1991 - 1994 | (Opel)        |
| 17DR   | 1.7 D   | 1.700 cm³ | 4-in-lijn | 8v      | 60 pk    | 105 Nm | 1991 - 1994 | (Opel)        |
| X17DTL | 1.7 TD  | 1.700 cm³ | 4-in-lijn | 8v      | 68 pk    | 132 Nm | 1994 - 1998 | Turbo (opel)  |
| 17DT   | 1.7 TD  | 1.686 cm³ | 4-in-lijn | 8v      | 82 pk    | 168 Nm | 1991 - 1994 | Turbo (Isuzu) |
| X17DT  | 1.7 TDS | 1.686 cm³ | 4-in-lijn | 8v      | 82 pk    | 168 Nm | 1994 - 1998 | Turbo (Isuzu) |

## Astra G (1998-2004)

### Kenmerken

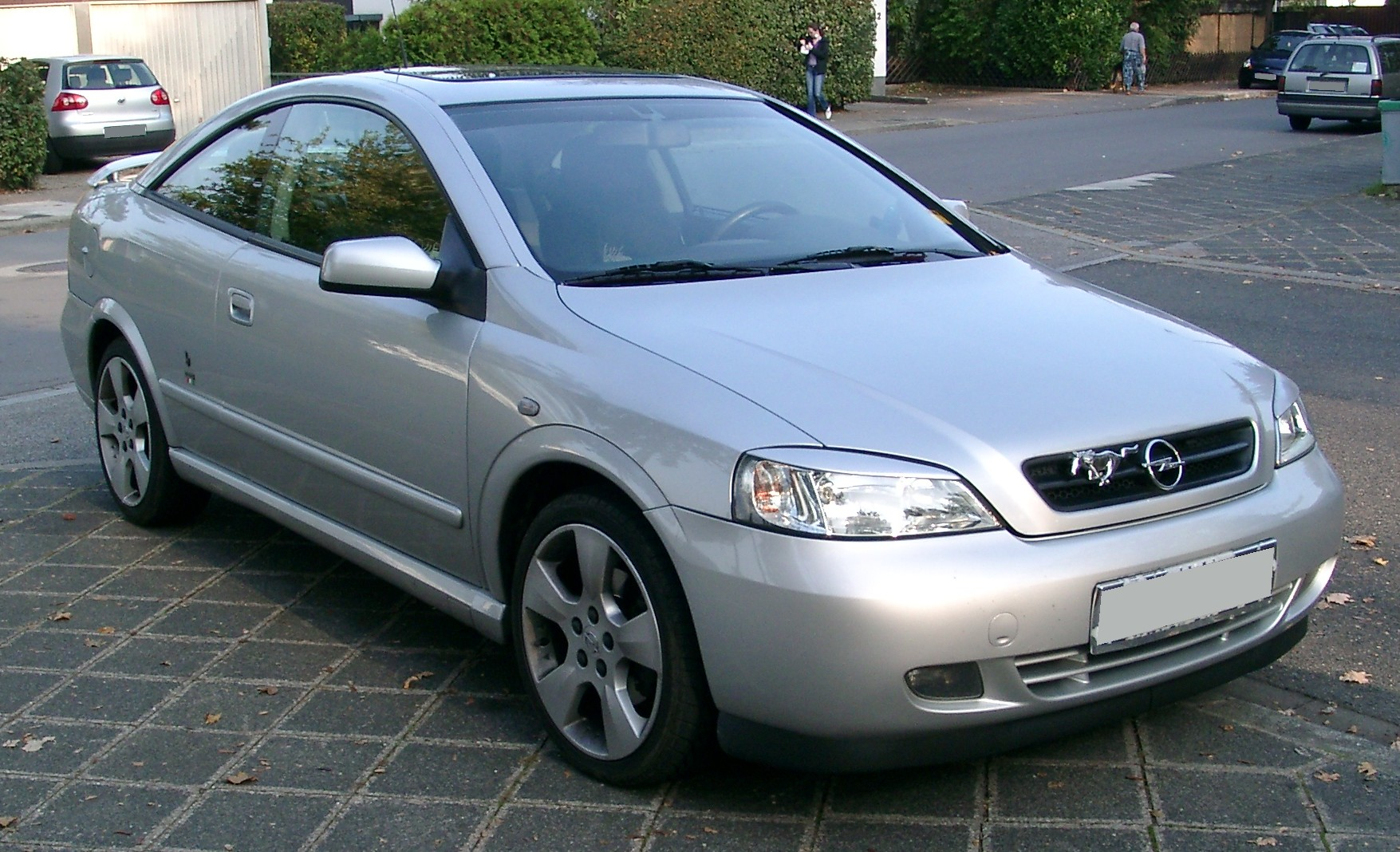
Astra G Coupé

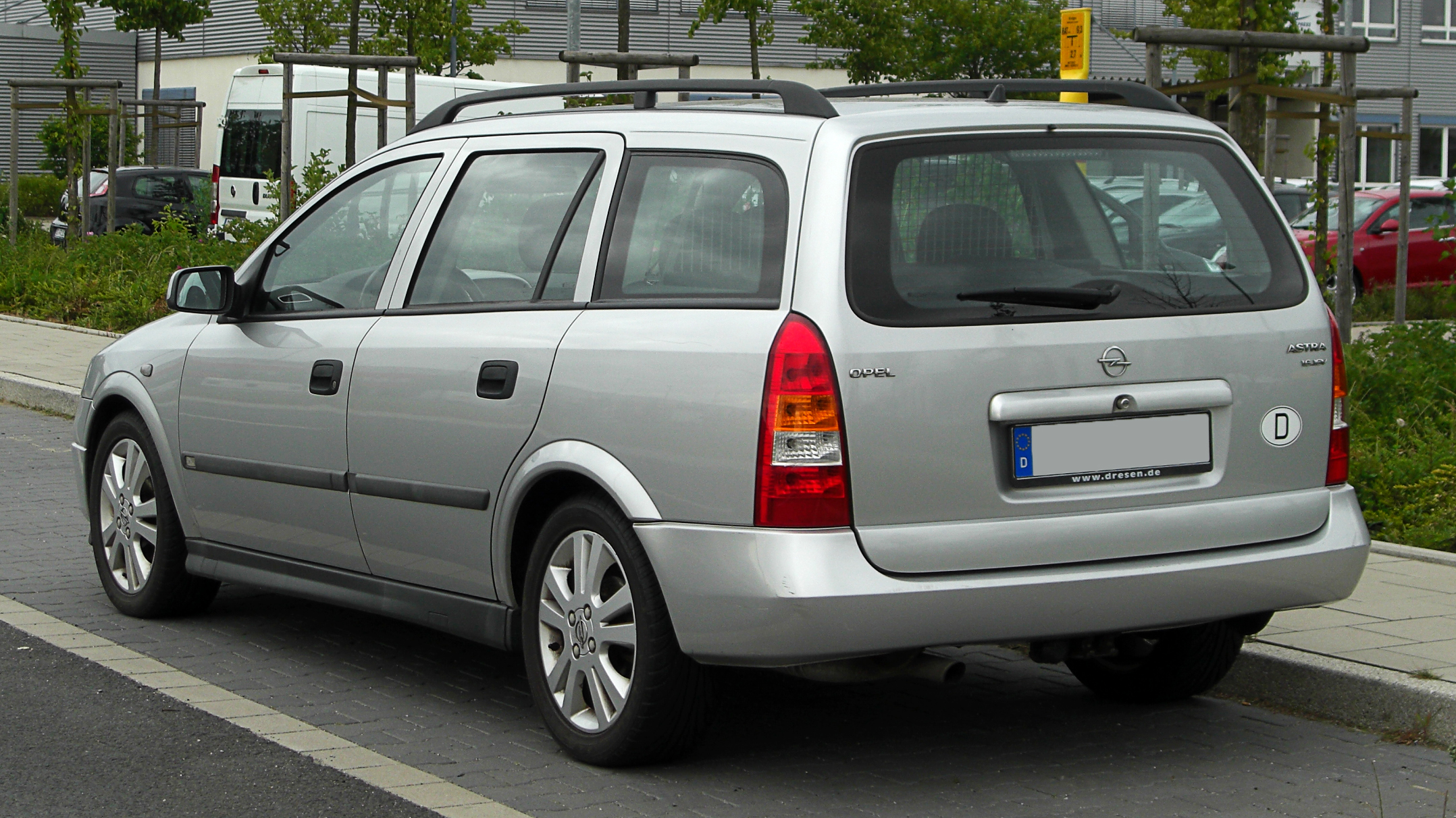
Astra G station

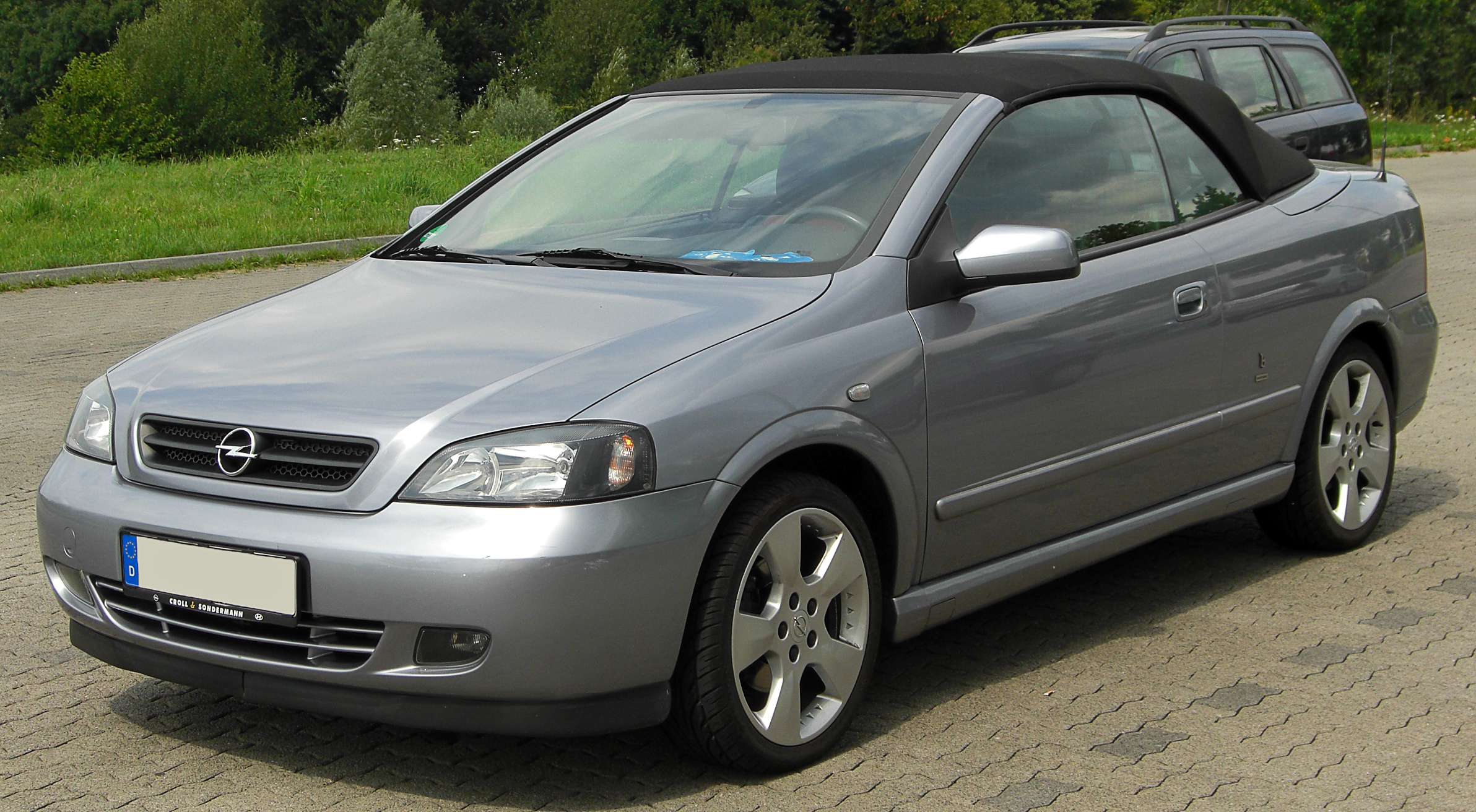
Astra G Cabriolet

De Astra G kwam in april 1998 op de Nederlandse en Belgische markt. De auto was bij Opel in productie tot 2009. Opel verkocht 2,29 miljoen stuks van het model (de Astra Classic niet inbegrepen). In 2004 is dit model vervangen door de Astra H, de G bleef in productie in Gliwice, Polen, alwaar de auto als 'Opel Astra Classic II' van de band rolde en in Midden- en Oost-Europa als zodanig verkocht werd.
De auto is ontworpen op een aangepast GM T-platform, o.a. de wielbasis is met 9 centimeter verlengd t.o.v. het vorige model.
De auto was verkrijgbaar in vijf carrosserievarianten.
- Hatchback (3- en 5-deurs)
- Stationwagen (5-deurs)
- Sedan (4-deurs)
- Cabrio (2-deurs)
- Coupé (2-deurs)

Met de Astra G sloeg Opel een weg in van verdere modernisering van het ontwerp. Met de grille en de motorkap uit één stuk is het vooraanzicht van het model met zijn tijd meegegaan. Ten opzichte van zijn voorganger is de wielbasis gegroeid met ongeveer tien centimeter, waardoor de binnenruimte toeneemt. Hier draagt ook de nieuw ontwikkelde achteras aan bij. Om van het slechte 'roestimago' af te komen is de hele carrosserie gegalvaniseerd en geeft Opel twaalf jaar garantie op de carrosserie.. 
Het ontwerp was gereed voor 1998, maar is verlaat op de markt gekomen, omdat GM vond dat de kwaliteitsgraad omhoog moest. Ook het weggedrag is met hulp van Lotus naar een hoger plan getild, om dezelfde reden.
De Opel Zafira, de vijfdeurs MPV van Opel die in 1999 op de markt kwam, maakte tevens gebruik van het platform van de Astra G.
Van Euro NCAP kreeg de auto vier sterren.

#### Uitrustingsniveaus
De Astra G is leverbaar met verschillende uitrustingsniveaus. De basisniveaus waren:
- GL
- Club;
- Comfort;
- Edition;
- Elegance;
- Njoy;
- Pearl;
- Sport;
- CDX .

### OPC-uitvoering

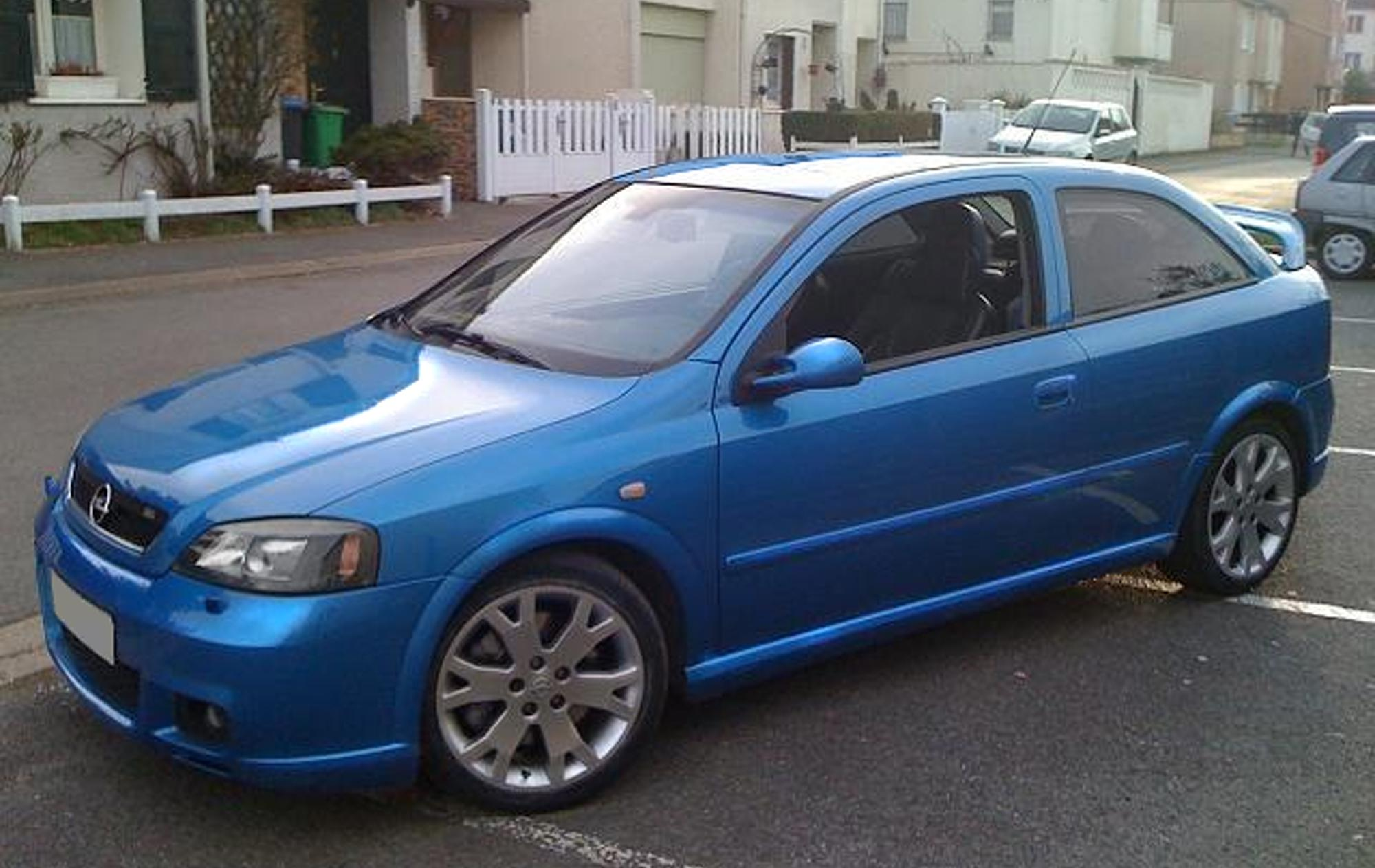
Astra G OPC

In 1999 komt Opel met de eerste productieversie van een OPC model. Met de komst van de aanduiding OPC verdwijnt het GSi-label als aanduiding van de topmodellen van de verschillende Opels. De OPC (wat staat voor Opel Performance Centre) heeft een tweeliterkrachtbron met 160 Pk (X20XER). In 2002 komt ook een 200 pk 2-liter turbomotor beschikbaar (Z20LET). Deze brengt de OPC van 0 naar 100 in 7,5 seconde en heeft een top van 240 kilometer per uur. De OPC was in deze topuitvoering ook als stationversie verkrijgbaar.

### Afmetingen
| Model     | lengte  | breedte | hoogte  | wielbasis |
| --------- | ------- | ------- | ------- | --------- |
| Hatchback | 4,110 m | 1,709 m | 1,425 m | 2,606 m   |
| Sedan     | 4,252 m | 1,709 m | 1,425 m | 2,606 m   |
| Station   | 4,288 m | 1,709 m | 1,510 m | 2,606 m   |
| Cabriolet | 4,267 m | 1,709 m | 1,390 m | 2,606 m   |
| Coupé     | 4,267m  | 1,709 m | 1,390 m | 2,606 m   |

### Motoren
Benzine
| Code   | Type          | Motor     | Motor     | Motor   | Vermogen | Koppel | Jaartal     | Opmerking                                                                 |
| Code   | Type          | Inhoud    | Cilinders | Kleppen | Vermogen | Koppel | Jaartal     | Opmerking                                                                 |
| ------ | ------------- | --------- | --------- | ------- | -------- | ------ | ----------- | ------------------------------------------------------------------------- |
| X12XE  | 1.2 16v       | 1.199 cm³ | 4-in-lijn | 16v     | 65 pk    | 110 Nm | 2001 - 2004 |                                                                           |
| Z12XE  | 1.2 16v       | 1.199 cm³ | 4-in-lijn | 16v     | 75 pk    | 110 Nm |             |                                                                           |
| X14XE  | 1.4 16v       | 1.389 cm³ | 4-in-lijn | 16v     | 90 pk    | 125 Nm |             |                                                                           |
| Z14XE  | 1.4 16v       | 1.389 cm³ | 4-in-lijn | 16v     | 90 pk    | 125 Nm |             |                                                                           |
| X16SZR | 1.6 i         | 1.598 cm³ | 4-in-lijn | 8v      | 75 pk    | 128 Nm | 1998 - 2000 |                                                                           |
| Z16SE  | 1.6 i         | 1.598 cm³ | 4-in-lijn | 8v      | 84 pk    | 138 Nm | 2000 - 2004 |                                                                           |
| Z16YNG | 1.6 16v       | 1.598 cm³ | 4-in-lijn | 16v     | 96 pk    | 140 Nm |             |                                                                           |
| X16XEL | 1.6 16v       | 1.598 cm³ | 4-in-lijn | 16v     | 100 pk   | 148 Nm | 1998 - 2000 |                                                                           |
| Z16XE  | 1.6 16v       | 1.598 cm³ | 4-in-lijn | 16v     | 100 pk   | 150 Nm | 2000 - 2004 |                                                                           |
| Z16XEP | 1.6 16v       | 1.598 cm³ | 4-in-lijn | 16v     | 104 pk   | 150 Nm |             | Twinport (Deze motor komt ook voor bij de Zafira-B en Meriva-A etc)       |
| X18XE1 | 1.8 16v       | 1.796 cm³ | 4-in-lijn | 16v     | 115 pk   | 170 Nm | 1998 - 2000 |                                                                           |
| Z18XEL | 1.8 16v       | 1.796 cm³ | 4-in-lijn | 16v     | 115 pk   | 170 Nm |             |                                                                           |
| Z18XE  | 1.8 16v       | 1.796 cm³ | 4-in-lijn | 16v     | 125 pk   | 170 Nm | 2001 - 2002 |                                                                           |
| X20XEV | 2.0 16v       | 1.998 cm³ | 4-in-lijn | 16v     | 136 pk   | 188 Nm | 1998 - 2000 |                                                                           |
| X20XER | 2.0 OPC       | 1.998 cm³ | 4-in-lijn | 16v     | 160 pk   | 188 Nm | 2000 - 2000 | Alleen geleverd in de OPC (1)-uitvoering                                  |
| Z20LET | 2.0 16v Turbo | 1.998 cm³ | 4-in-lijn | 16v     | 200 pk   | 250 Nm | 2002 - 2004 | Alleen geleverd in de OPC (2)- en de coupé-uitvoering                     |
| Z22SE  | 2.2 16v       | 2.198 cm³ | 4-in-lijn | 16v     | 147 pk   | 203 Nm | 2000 - 2002 | Uitgerust met balans assen en een ketting in plaats van distributie riem. |

Diesel
| Code   | Type        | Motor     | Motor     | Motor   | Vermogen | Koppel | Jaartal     | Opmerking |
| Code   | Type        | Inhoud    | Cilinders | Kleppen | Vermogen | Koppel | Jaartal     | Opmerking |
| ------ | ----------- | --------- | --------- | ------- | -------- | ------ | ----------- | --------- |
| X17DTL | 1.7 TD      | 1.700 cm³ | 4-in-lijn | 8v      | 68 pk    | 132 Nm | 1999 - 1999 |           |
| Y17DT  | 1.7 DTi     | 1.686 cm³ | 4-in-lijn | 16v     | 75 pk    | 165 Nm | 1999 - 2003 |           |
| Z17DTL | 1.7 CDTi    | 1.686 cm³ | 4-in-lijn | 16v     | 80 pk    | 170 Nm | 2003 - 2004 |           |
| X20DTL | 2.0 Di 16V  | 1.995 cm³ | 4-in-lijn | 16v     | 82 pk    | 185 Nm | 1998 - 2004 |           |
| Y20DTL | 2.0 Di 16V  | 1.995 cm³ | 4-in-lijn | 16v     | 82 pk    | 185 Nm |             |           |
| Y20DTH | 2.0 DTi 16V | 1.995 cm³ | 4-in-lijn | 16v     | 100 pk   | 230 Nm | 1999 - 2004 |           |
| Y22DTR | 2.2 Dti 16V | 2.172 cm³ | 4-in-lijn | 16v     | 125 pk   | 270 Nm | 2002 - 2004 |           |

## Astra H (2004-2010)

### Kenmerken

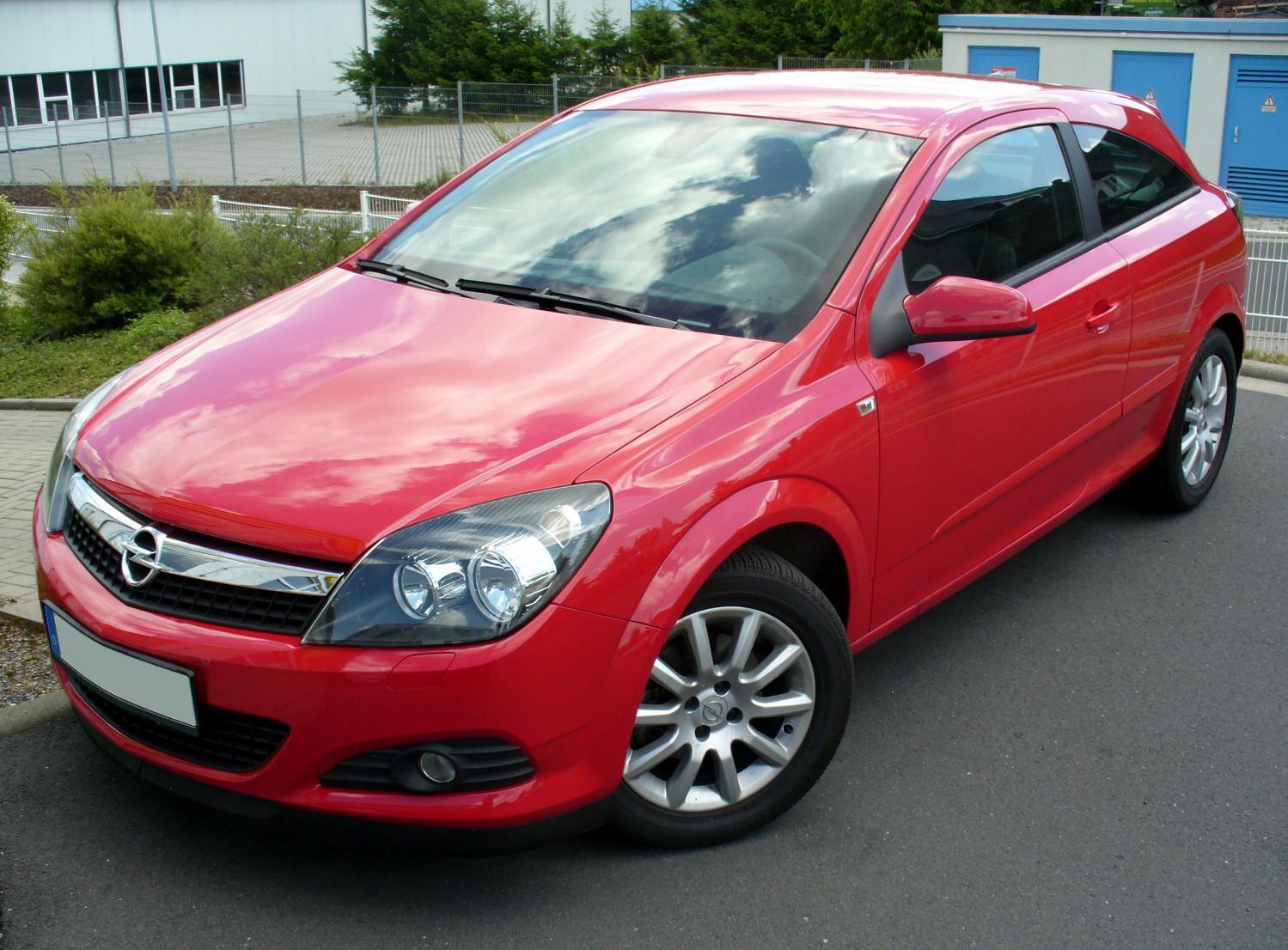
Astra H GTC

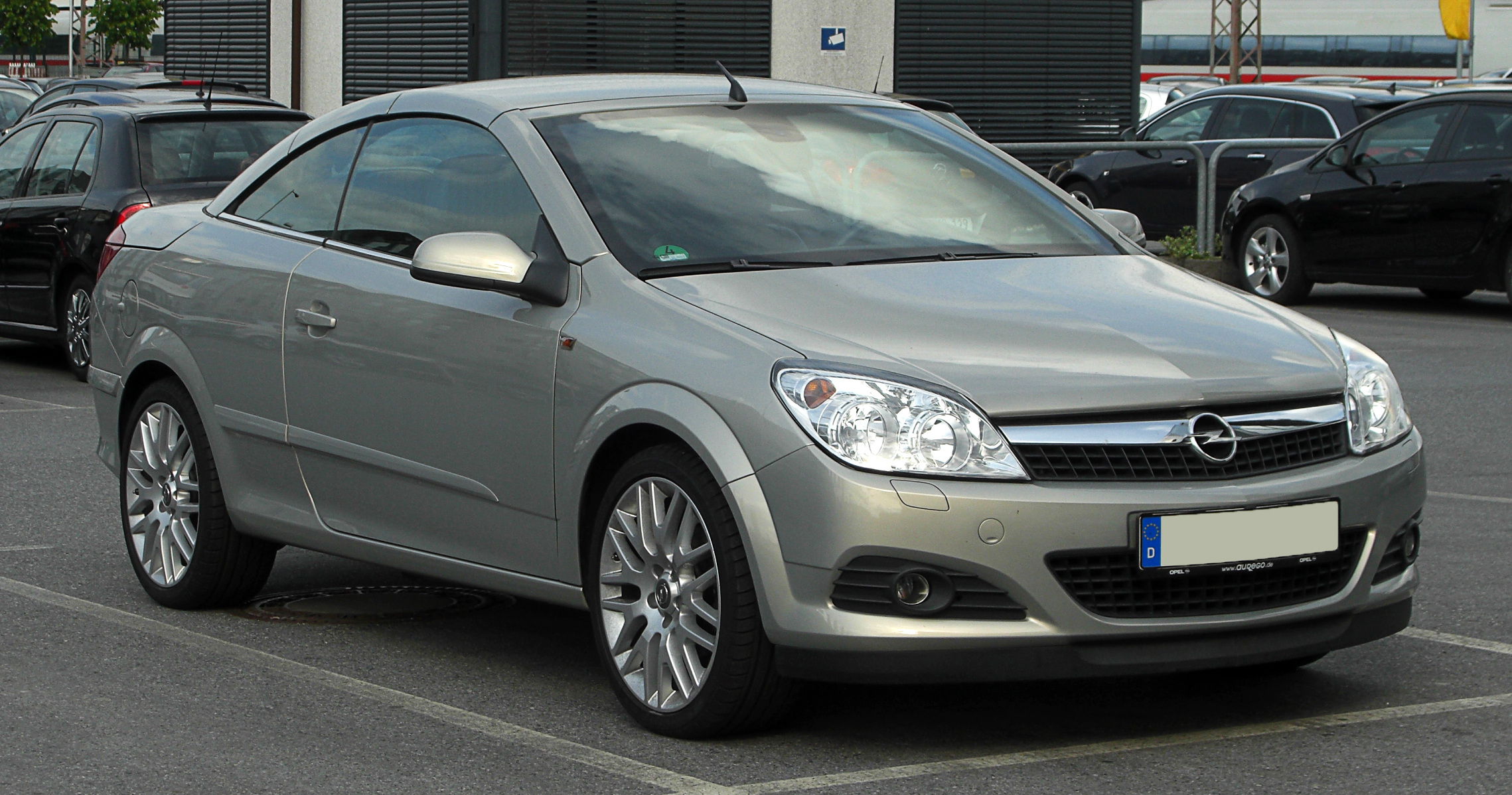
Astra H TwinTop

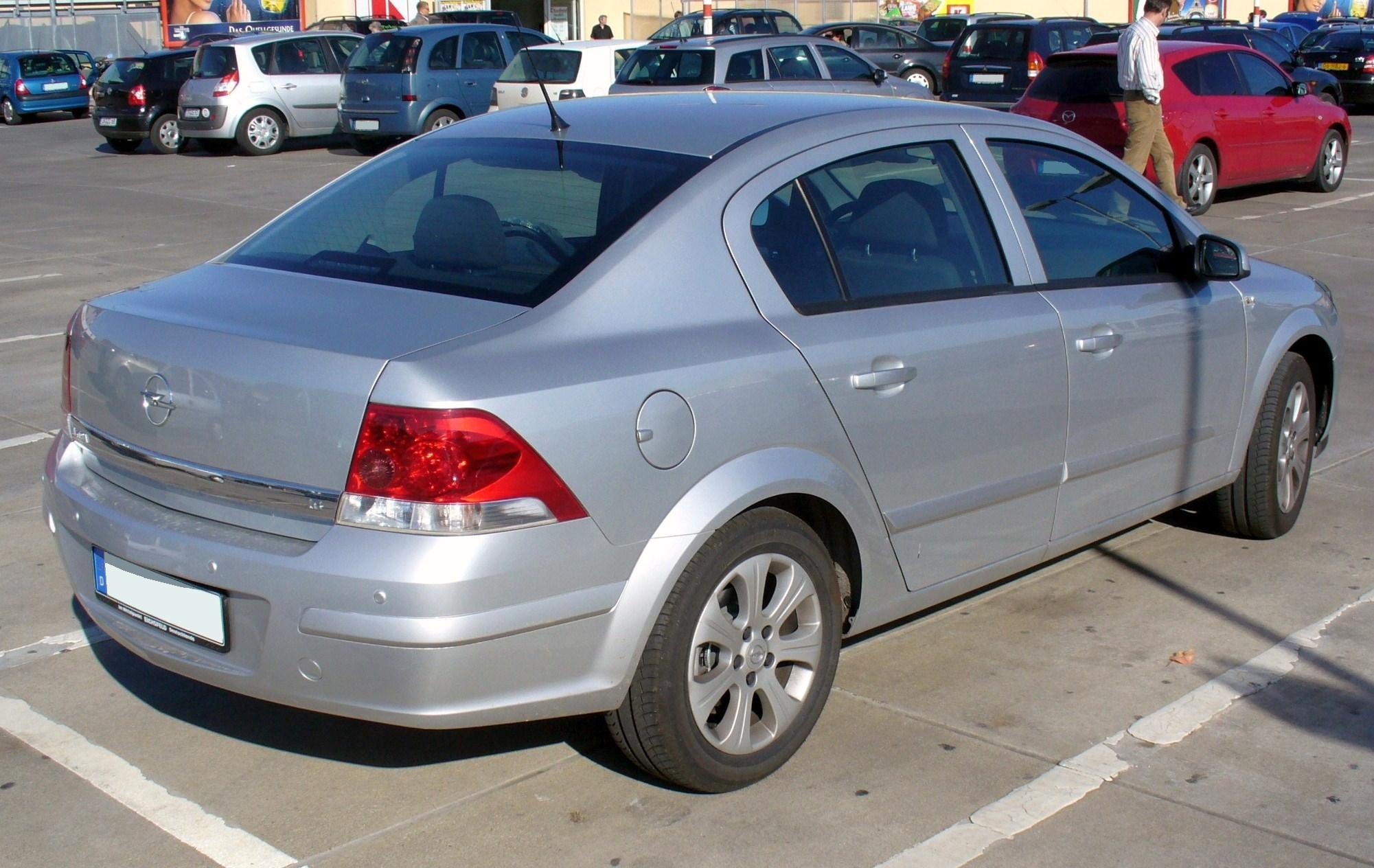
Astra H Sedan (niet in Nederland geleverd)

De Astra H komt in april 2004 op de Nederlandse en Belgische markt. Het was een nieuw ontwikkende auto op het GM Delta-Platform. hij wordt verkocht als 'Astra Classic III' in Midden- en Oost-Europa. In West-Europa is De Astra-H in 2010 vervangen door de Astra-J.
De wagen was verkrijgbaar in vijf carrosserievarianten.
- GTC (Gran Turismo Compact)(3-deurs)
- Hatchback (5-deurs)
- Sedan (4-deurs)
- Station (5-deurs)
- Coupé-cabrio (TwinTop) (2-deurs)

In tegenstelling tot alle andere modellen van de Astra werd vanaf 2006 de sedanversie van deze wagen enkel in delen van Oost-Europa, Turkije en Zuid-Amerika aangeboden. Vanaf 2008 was deze ook in Duitsland verkrijgbaar.
Van Euro NCAP kreeg de auto vijf sterren.

### OPC-uitvoering

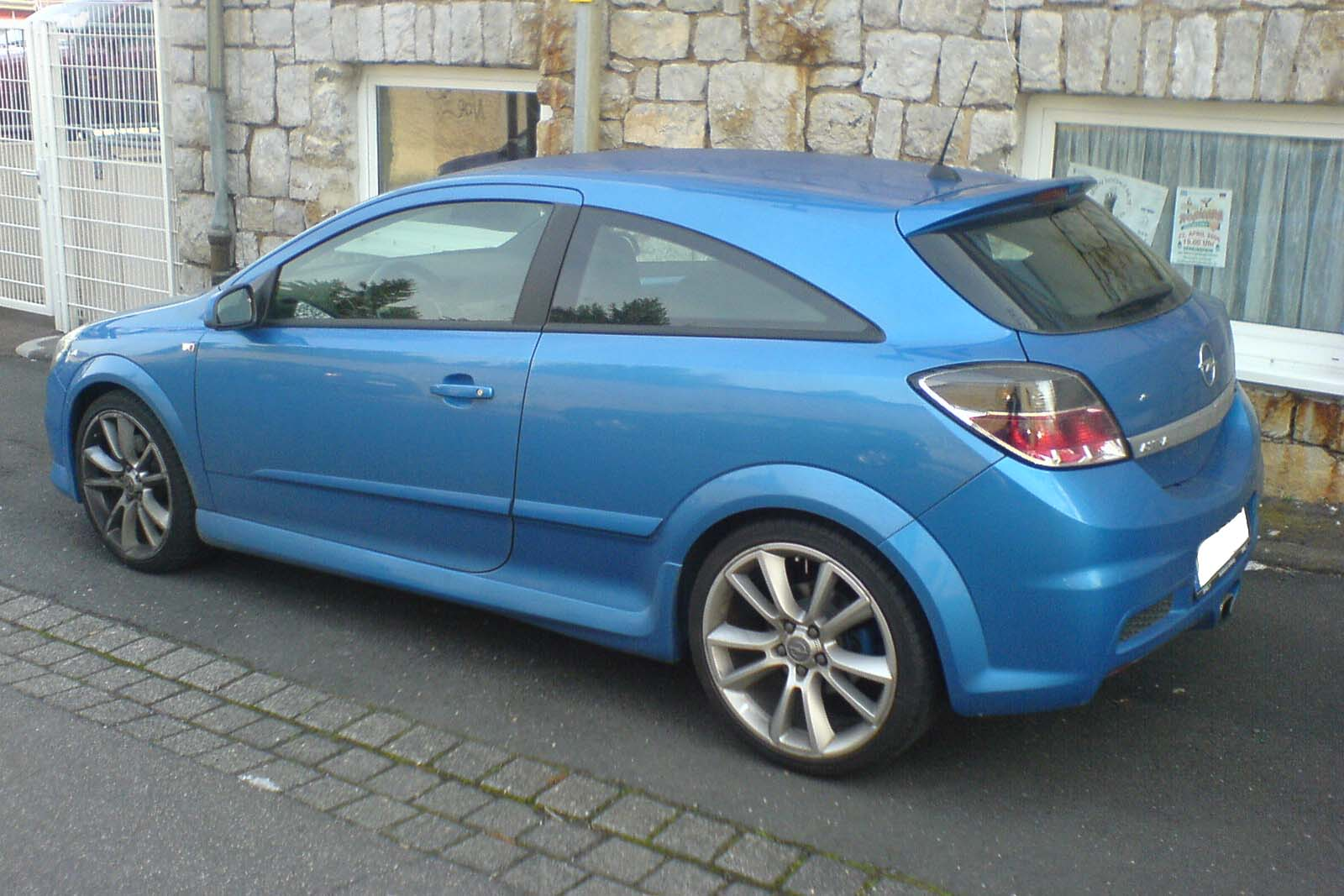
Astra H OPC

Op het einde van 2005 werd door Opel een tweede Astra OPC op de markt gebracht. In vergelijking met zijn voorganger heeft dit model grotere bumpers, een centraal gelegen uitlaat, standaard 18" velgen en Recarosportstoelen. De 2 liter-turbomotor met 240 pk weet deze wagen in een tijd van 6,4 seconden van 0 naar 100 km/h te brengen en heeft een topsnelheid van 244 km/h. In 2008 werd een speciale "Nürburgring Edition" toegevoegd aan het gamma. De voornaamste aanpassingen zijn de rally-patronen op de motorkap, het dak en de achterkant van de wagen.

### Afmetingen
| Model     | lengte  | breedte | hoogte  | wielbasis |
| --------- | ------- | ------- | ------- | --------- |
| Sedan     | 4,587 m | 1,753 m | 1,458 m | 2,703 m   |
| Station   | 4,515 m | 1,753 m | 1,500 m | 2,703 m   |
| GTC       | 4,290 m | 1,753 m | 1,435 m | 2,614 m   |
| Hatchback | 4,249 m | 1,753 m | 1,460 m | 2,614 m   |
| TwinTop   | 4,476 m | 1,753 m | 1,414 m | 2,614 m   |

### Motoren
Benzine
| Code   | Type           | Motor    | Motor     | Vermogen | Koppel | Jaartal     | Opmerking                    |
| Code   | Type           | Inhoud   | Cilinders | Vermogen | Koppel | Jaartal     | Opmerking                    |
| ------ | -------------- | -------- | --------- | -------- | ------ | ----------- | ---------------------------- |
| Z14XEL | 1.4 DOHC       | 1364 cm³ | 4-in-lijn | 75 pk    | 120 Nm |             |                              |
| Z14XEP | 1.4 DOHC       | 1364 cm³ | 4-in-lijn | 90 pk    | 125 Nm | 2004 - 2007 | Vijfbak of Easytronic        |
| Z16XEP | 1.6 DOHC       | 1598 cm³ | 4-in-lijn | 105 pk   | 147 Nm |             | Vijfbak of Easytronic        |
| Z16XE1 | 1.6 DOHC       | 1598 cm³ | 4-in-lijn | 105 pk   | 150 Nm | 2004 - 2007 | Vijfbak of Easytronic        |
| Z16XER | 1.6 DOHC       | 1598 cm³ | 4-in-lijn | 115 pk   | 155 Nm | 2007 - 2009 | Vijfbak of Easytronic        |
| Z16LET | 1.6 DOHC Turbo | 1598 cm³ | 4-in-lijn | 180 pk   | 230 Nm | 2007 - 2009 |                              |
| Z18XE  | 1.8 DOHC       | 1796 cm³ | 4-in-lijn | 125 pk   | 170 Nm | 2004 - 2005 | Vijfbak of Viertrapsautomaat |
| Z18XER | 1.8 DOHC       | 1796 cm³ | 4-in-lijn | 140 pk   | 175 Nm | 2005 - 2007 | Vijfbak of Viertrapsautomaat |
| Z20LEL | 2.0 DOHC Turbo | 1998 cm³ | 4-in-lijn | 170 pk   | 250 Nm | 2004 - 2007 |                              |
| Z20LER | 2.0 DOHC Turbo | 1998 cm³ | 4-in-lijn | 200 pk   | 262 Nm | 2004 - 2007 |                              |
| Z20LEH | 2.0 DOHC Turbo | 1998 cm³ | 4-in-lijn | 240 pk   | 320 Nm | 2005 - 2007 | Alleen geleverd in de OPC    |

LPG
| Code   | Type         | Motor    | Motor     | Vermogen | Koppel | Jaartal     | Opmerking |
| Code   | Type         | Inhoud   | Cilinders | Vermogen | Koppel | Jaartal     | Opmerking |
| ------ | ------------ | -------- | --------- | -------- | ------ | ----------- | --------- |
| Z16XER | 1.6 DOHC LPG | 1598 cm³ | 4-in-lijn | 114 pk   | 147 Nm | 2010 - 2010 | Vijfbak   |

Diesel
| Code   | Type     | Motor    | Motor     | Vermogen | Koppel | Jaartal   | Opmerking                           |
| Code   | Type     | Inhoud   | Cilinders | Vermogen | Koppel | Jaartal   | Opmerking                           |
| ------ | -------- | -------- | --------- | -------- | ------ | --------- | ----------------------------------- |
| Z13DTH | 1.3 CDTI | 1248 cm³ | 4-in-lijn | 90 pk    | 200 Nm | 2005-2009 | Zesbak of Easytronic                |
| Z17DTL | 1.7 CDTI | 1686 cm³ | 4-in-lijn | 80 pk    | 170 Nm | 2004-2005 | Vijfbak                             |
| Z17DTH | 1.7 CDTI | 1686 cm³ | 4-in-lijn | 100 pk   | 240 Nm | 2004-2006 | Vijf- of zesbak                     |
| Z17DTJ | 1.7 CDTI | 1686 cm³ | 4-in-lijn | 110 pk   | 260 Nm | 2007-2009 | Zesbak                              |
| Z17DTR | 1.7 CDTI | 1686 cm³ | 4-in-lijn | 125 pk   | 280 Nm | 2007-2009 | Zesbak                              |
| Z19DTL | 1.9 CDTI | 1910 cm³ | 4-in-lijn | 100 pk   | 260 Nm | 2004-2009 | Zesbak                              |
| Z19DT  | 1.9 CDTI | 1910 cm³ | 4-in-lijn | 120 pk   | 280 Nm | 2004-2009 | Zestrapsautomaat met "ActiveSelect" |
| Z19DTJ | 1.9 CDTI | 1910 cm³ | 4-in-lijn | 120 pk   | 280 Nm | 2004-2009 | Zesbak                              |
| Z19DTH | 1.9 CDTI | 1910 cm³ | 4-in-lijn | 150 pk   | 320 Nm | 2004-2009 | Zesbak                              |

## Astra J (2009-2015)

### Kenmerken
Op de IAA in Frankfurt presenteert Opel in 2009 de Astra J. De generatie-aanduiding I wordt overgeslagen.
De wagen is verkrijgbaar in vier carrosserievarianten.
- Hatchback (5-deurs)
- Stationwagen (5-deurs)
- GTC (vanaf 7 juni 2011)[6]
- Sedan (4-deurs)

De wagen is qua ontwerp een logisch vervolg op de Astra H. De wagen is flink groter dan z'n voorganger en ontstijgt daarmee haast het C-segment. De auto is ontworpen op het GM Delta-II Platform, o.a. de Opel Ampera en de Chevrolet HHR staan op hetzelfde platform. In de lengte komt de vijfdeurshatchback met 17 centimeter meer dan de H op 4,42 meter. De wielbasis is 7,1 centimeter gegroeid. Nieuw aan dit model is de zogenaamde (door Opel omgekeerde) watt's linkage, wat inhoudt dat de oude vertrouwde as met getrokken draagarmen is uitgebreid met een stangenstelsel die naar de lengteas van de auto loopt, waardoor de Astra J een betere rechtuitstabiliteit heeft. Nieuw zijn verder technologieën als een tweede generatie meedraaiende koplampen. Deze kunnen korter en breder, of langer en smaller licht geven, al naargelang omstandigheden als weer, licht/donker en gereden snelheid. Ook de verkeersbordenherkenning uit de Opel Insignia is naar de Astra gehaald. Verder kan elke Astra-J uitgevoerd worden met het zogenaamde. Flexride-systeem, waarbij demping zich aanpast aan de staat van het wegdek. Dit systeem is overgenomen uit de Astra-H, maar nu met meer mogelijkheden. De Sports Tourer, de station-versie van de Astra J, werd op 13 november 2010 op de markt gebracht.
Op motorisch gebied zet ook bij Opel de trend van het "downsizen" van de motoren door. De motorisering begint bij een ongeblazen 1.4 met 87 of 100 pk, en een 1.6 met 115 pk. Nieuw is de 1.4 met turbo en 120 of 140 pk (allebei met 200Nm) en de reeds bekende 1.6 turbo uit de Astra H en de Corsa D met 180 pk is leverbaar. Diesels zijn nu de 1.3 met 90 pk, de 1.6 met 110 of 136 pk, de 1.7 met 100 of 125 pk, en een 2.0 met 130 of 160 pk. Alle motoren zijn uitgerust met vier kleppen per cilinder. Er is ook een 1.4 Turbo 103 kW (140 pk) bifuel (LPG) versie met 6 versnellingen.
Van Euro NCAP kreeg de auto vijf sterren.

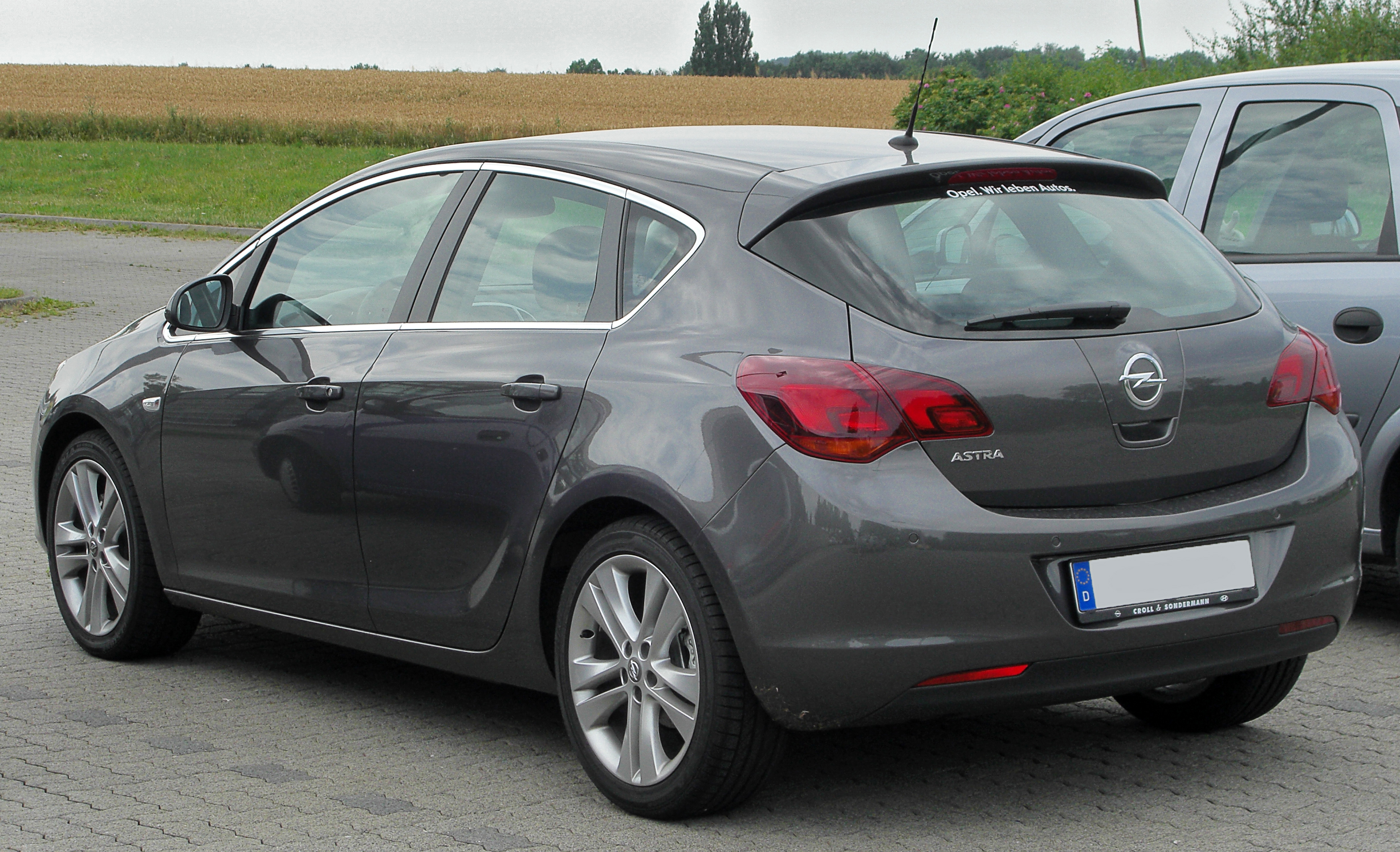
Hatchback achteraanzicht (2009-2012)
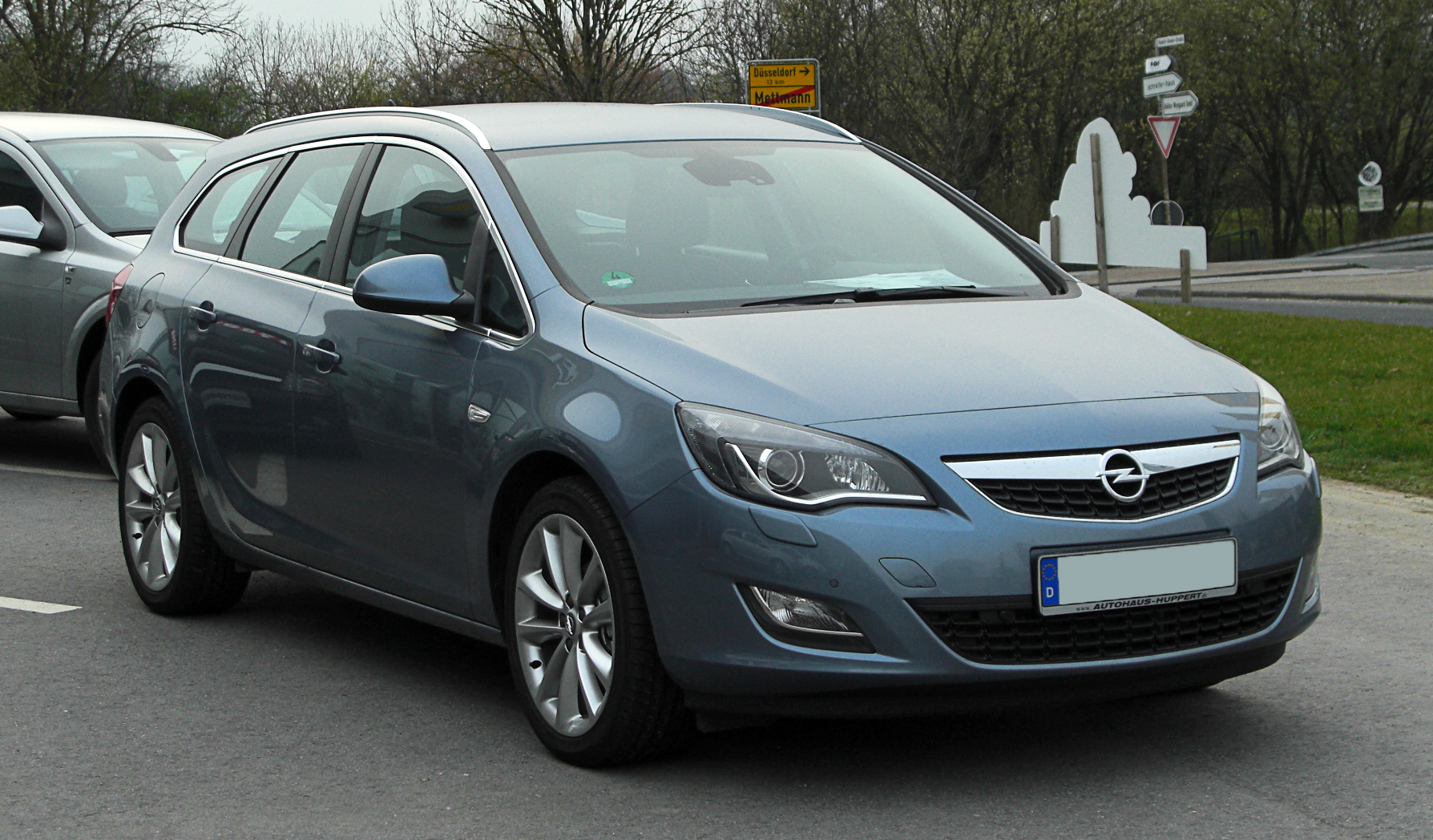
Sports Tourer vooraanzicht
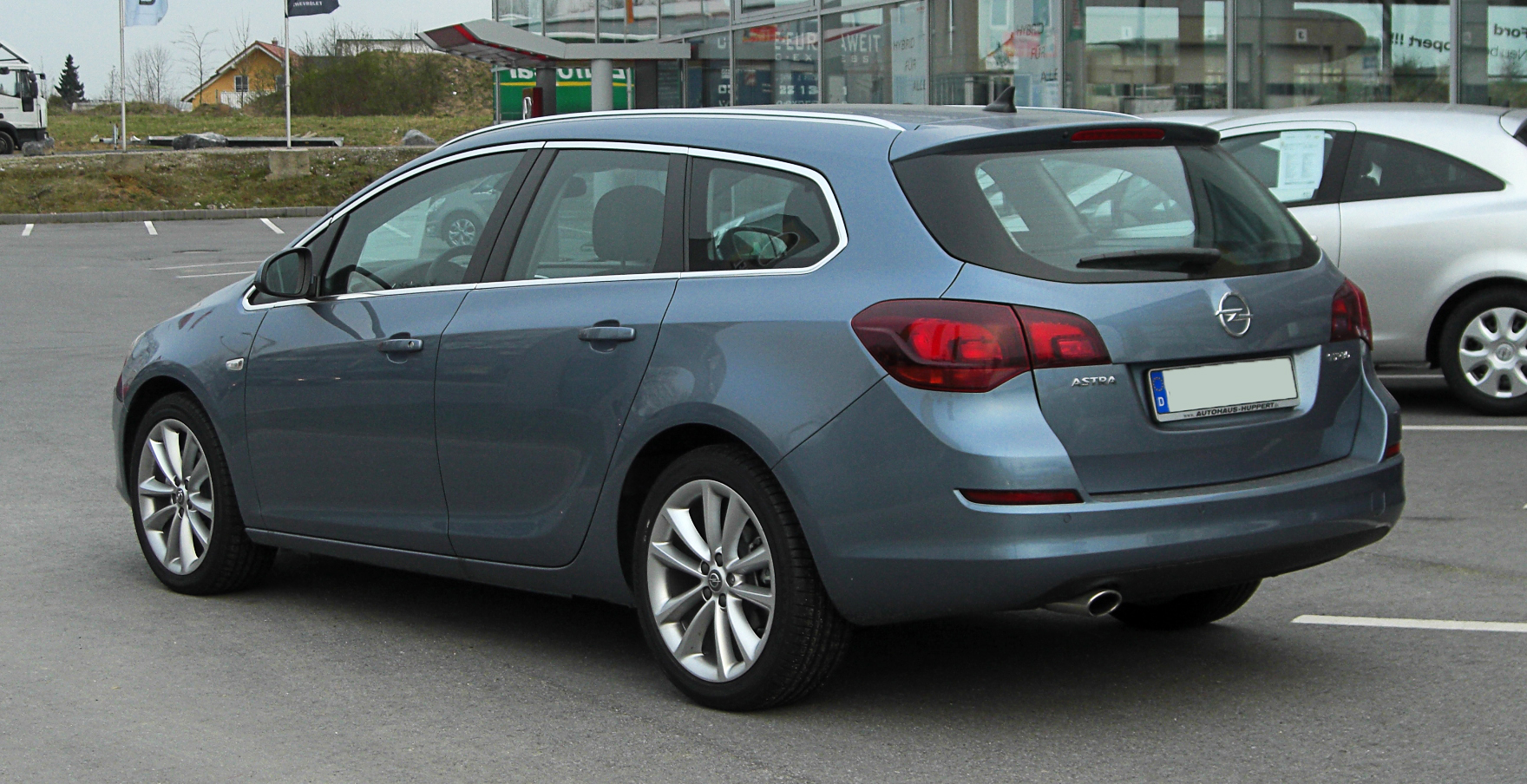
Sports Tourer achteraanzicht
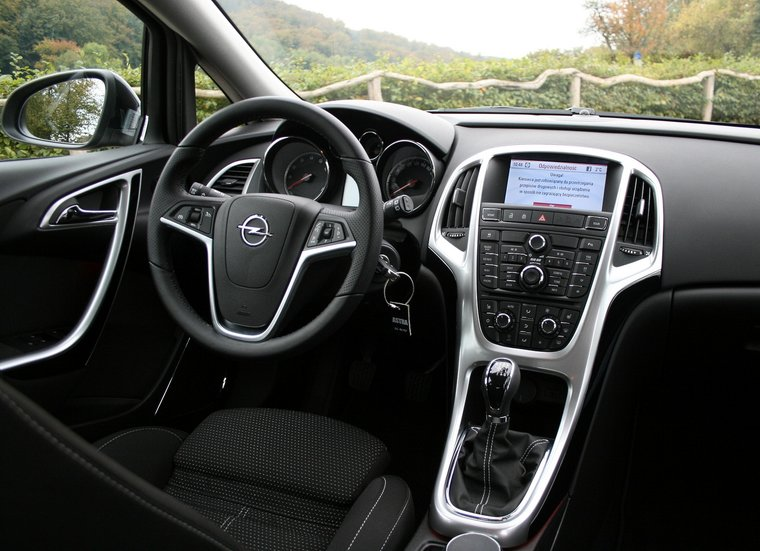
Interieur

### Facelift 2012
In 2012 kreeg de Astra een facelift waarbijbij de voor- en achterbumper iets werd gewijzigd. Tevens werd bij de facelift de sedan op de markt gebracht.

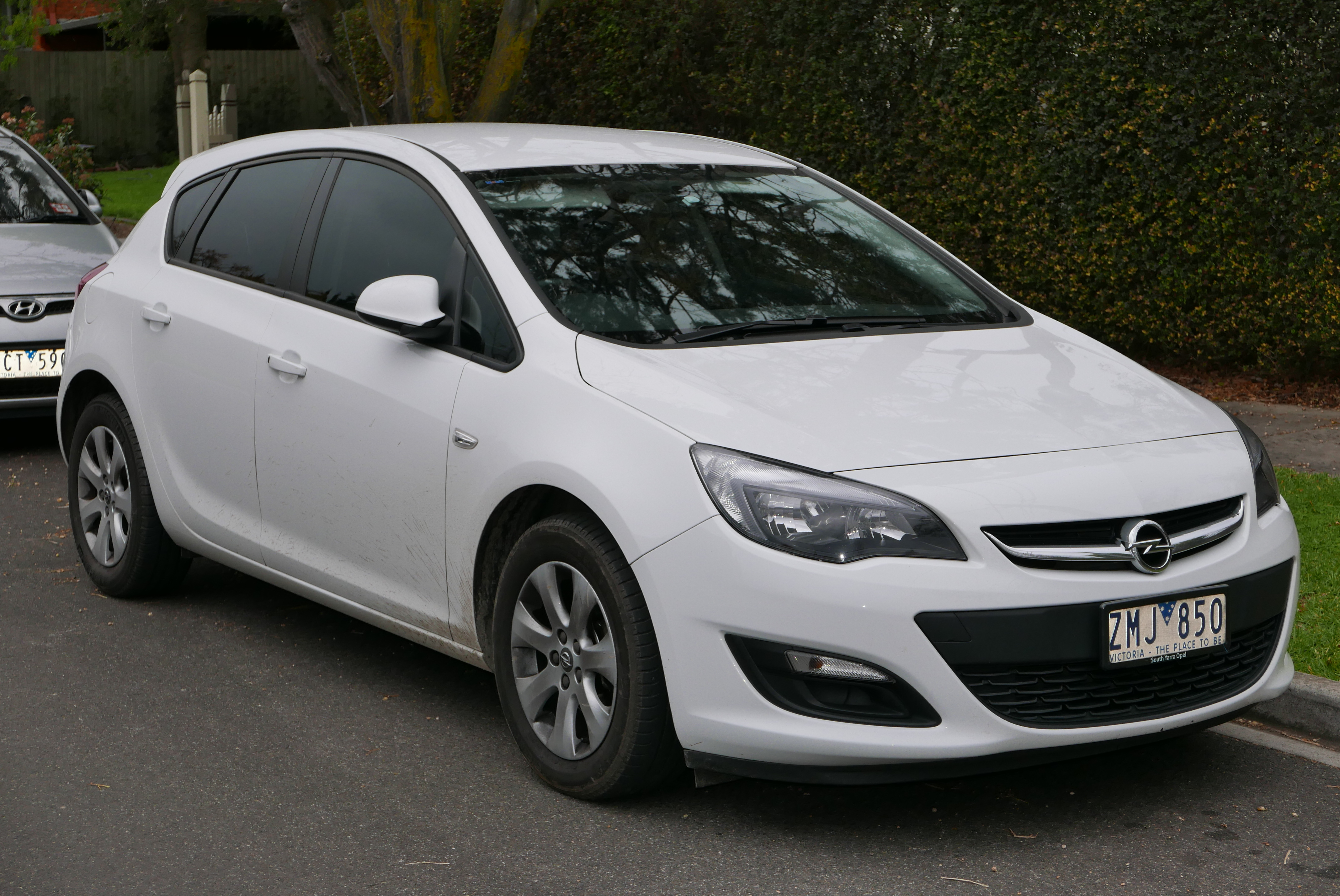
Hachback vooraanzicht (2012-2016)
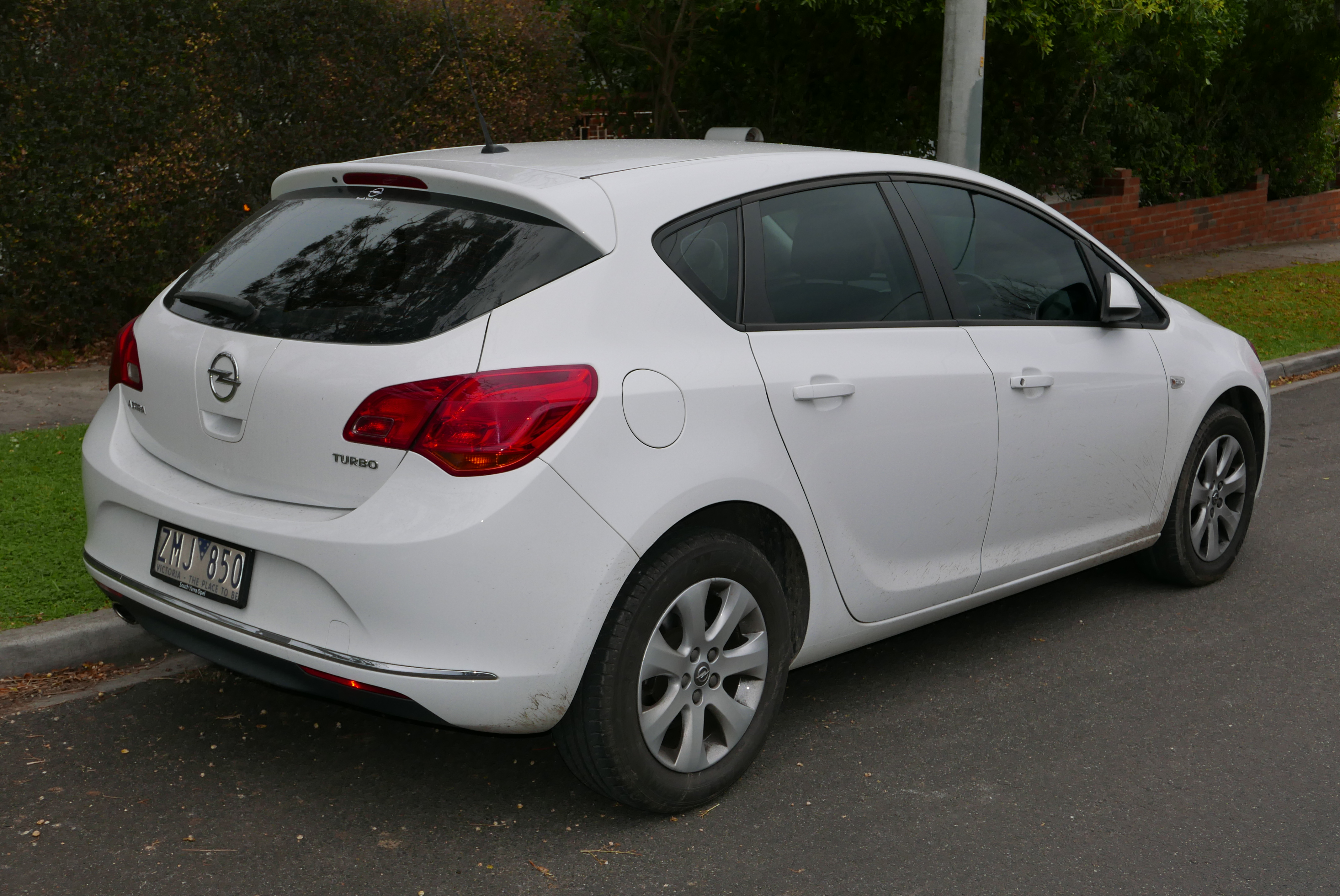
Hatchback achteraanzicht (2012-2016)
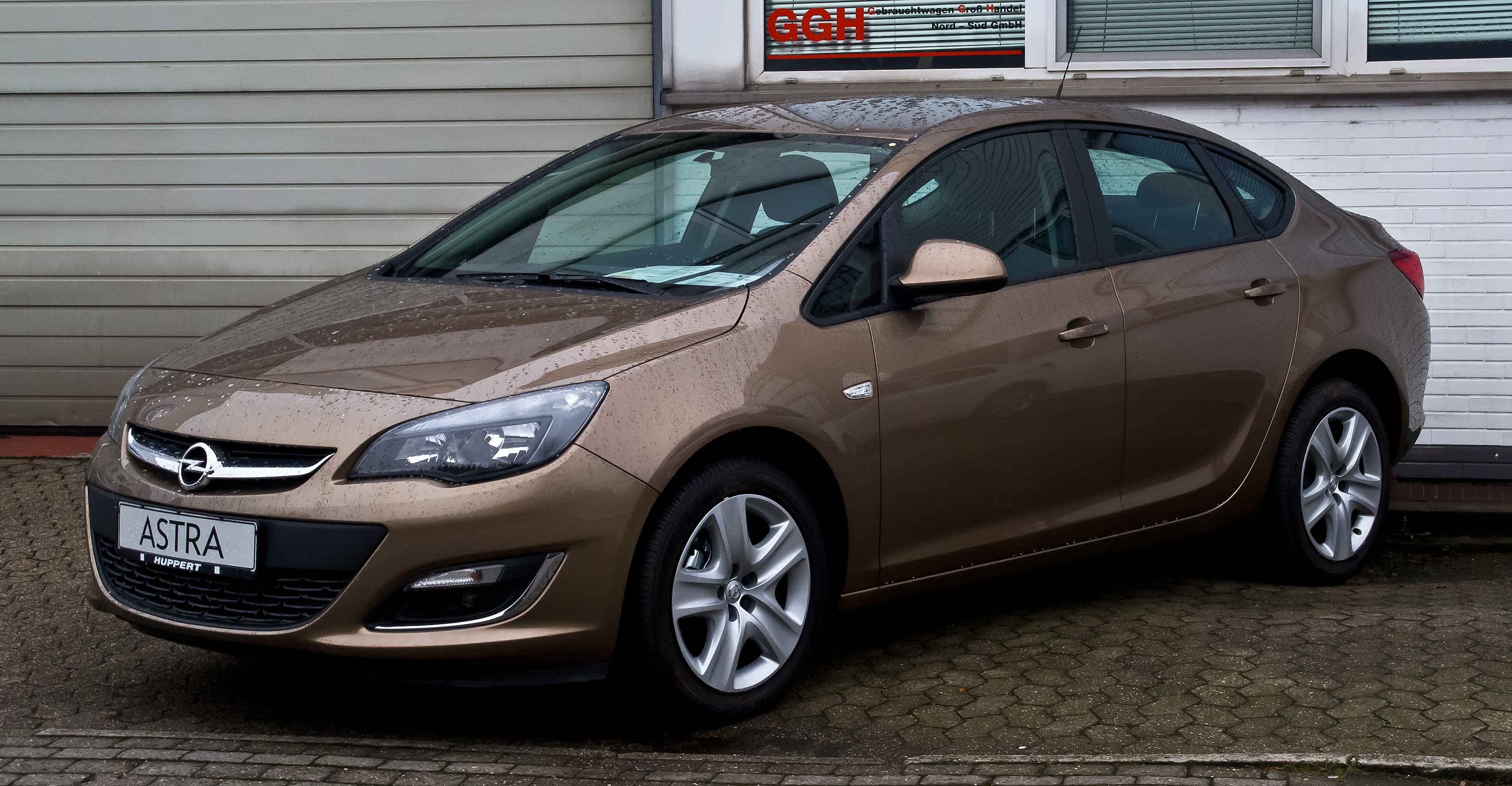
Sedan vooraanzicht
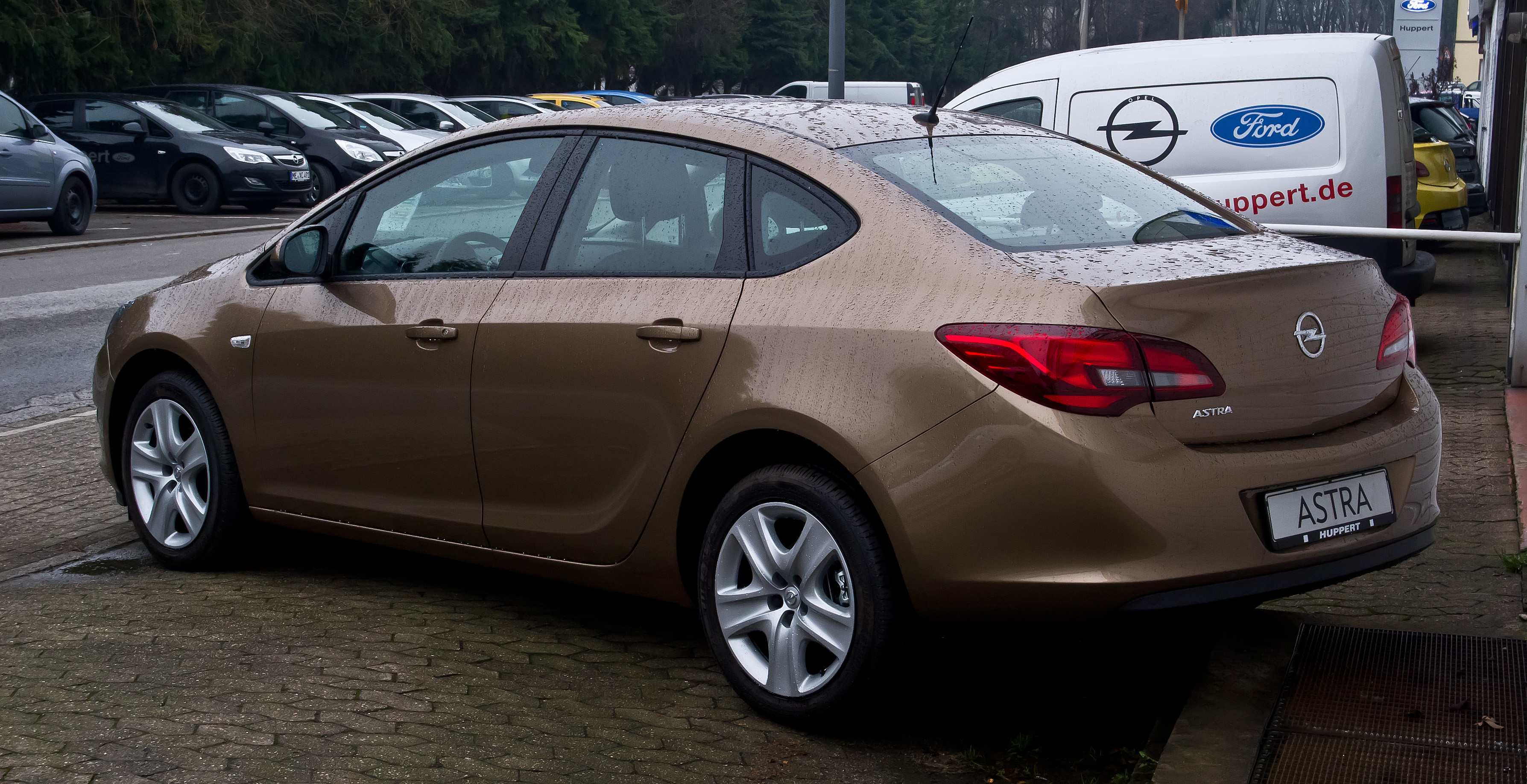
Sedan achteraanzicht

### GTC-uitvoering
De Astra J GTC is verkrijgbaar sinds 7 juni 2011 en ging, vanaf de première op het IAA van 2011, in productie in de Opel-fabriek te Gliwice. Deze sportievere versie heeft, op de behuizing van de buitenspiegels en de dakantenne na, geen enkel carrosseriedeel gebruikt van de standaard Astra J.

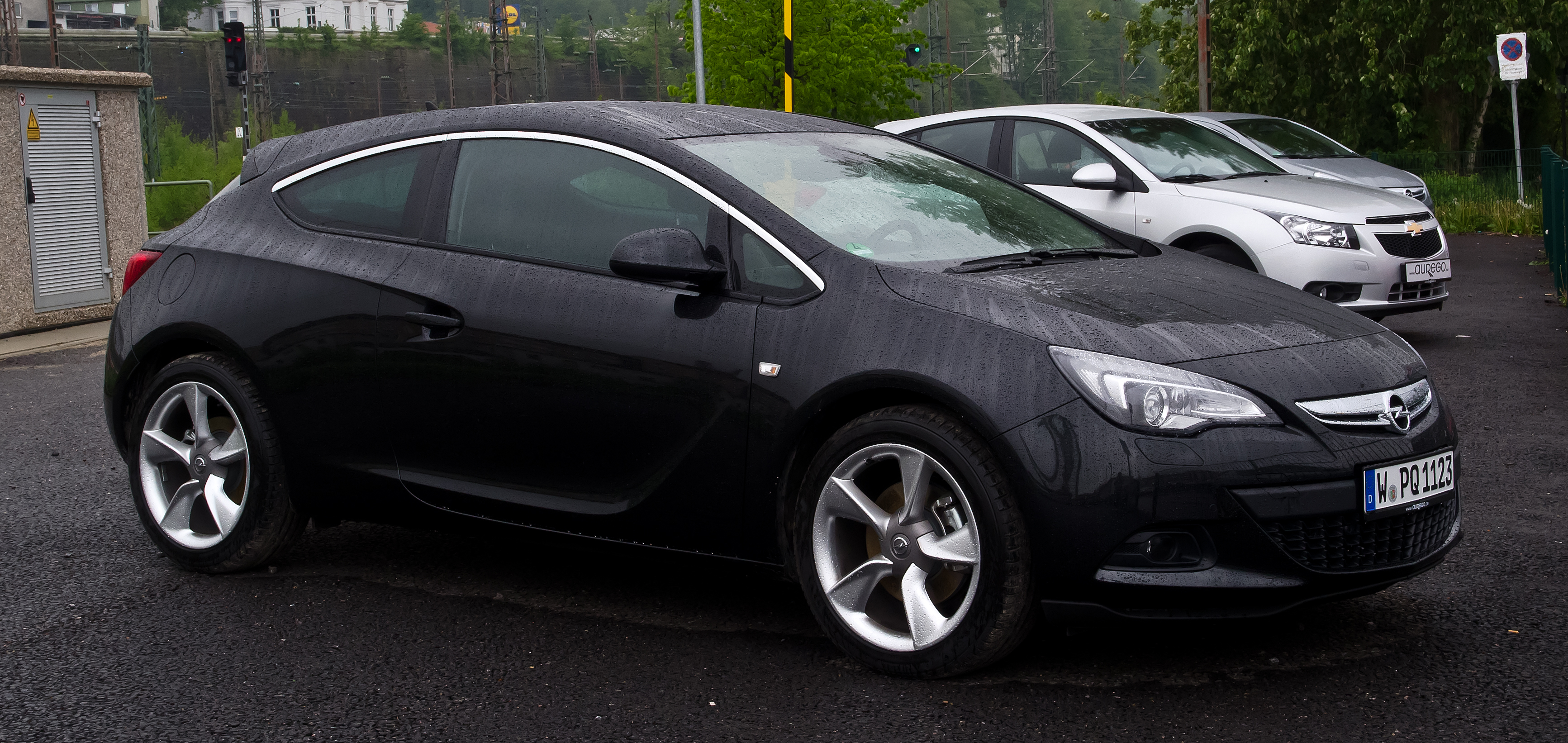
GTC vooraanzicht
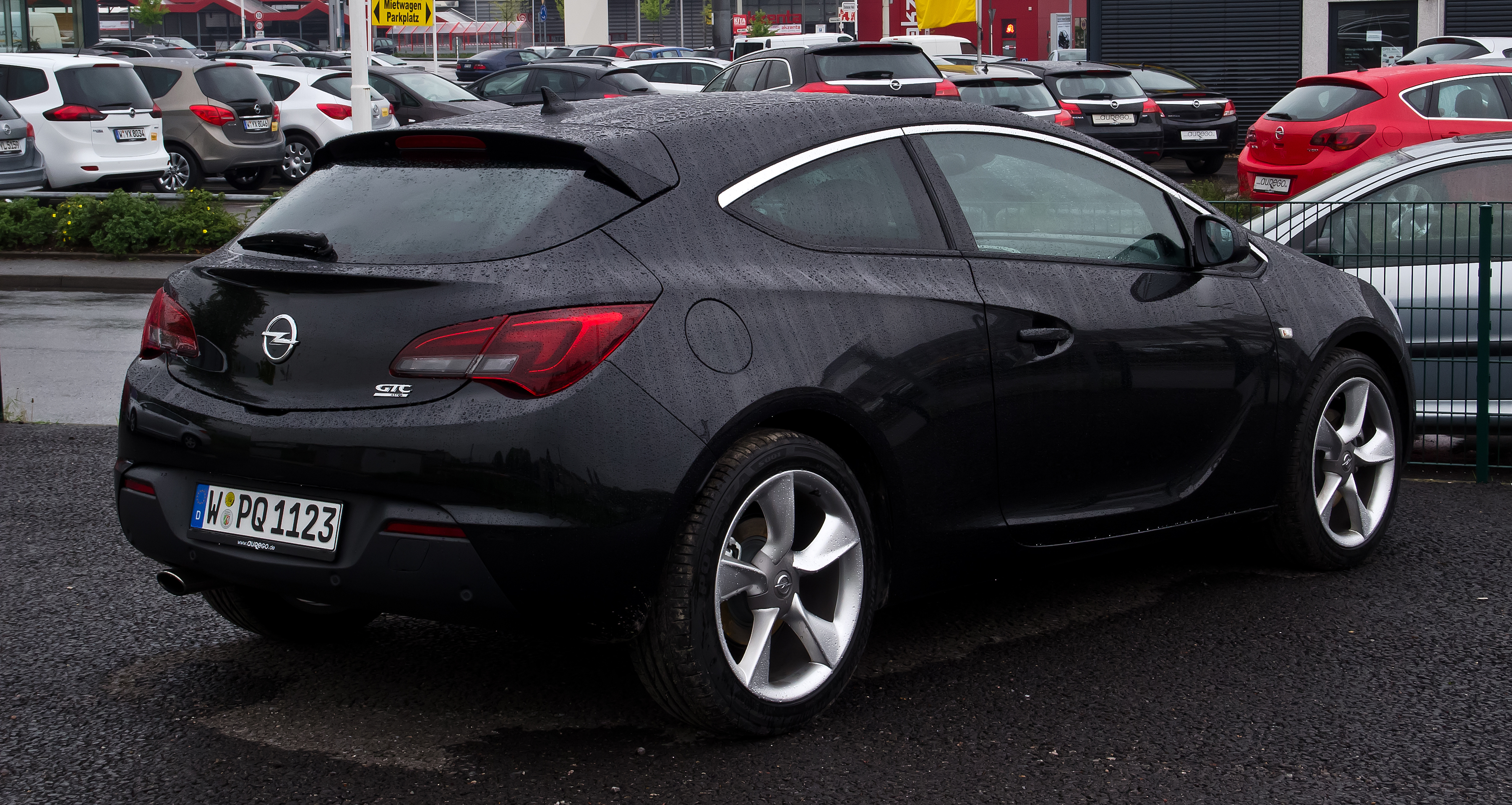
GTC achteraanzicht

### OPC-uitvoering
De derde generatie Astra OPC is gebaseerd op de (Astra) GTC heeft een 2.0l turbo benzinemotor met een vermogen van 280 pk en een koppel van 400 Nm. De acceleratie van 0–100 km/h kost 6,0 seconden en de topsnelheid bedraagt 250 km/h.

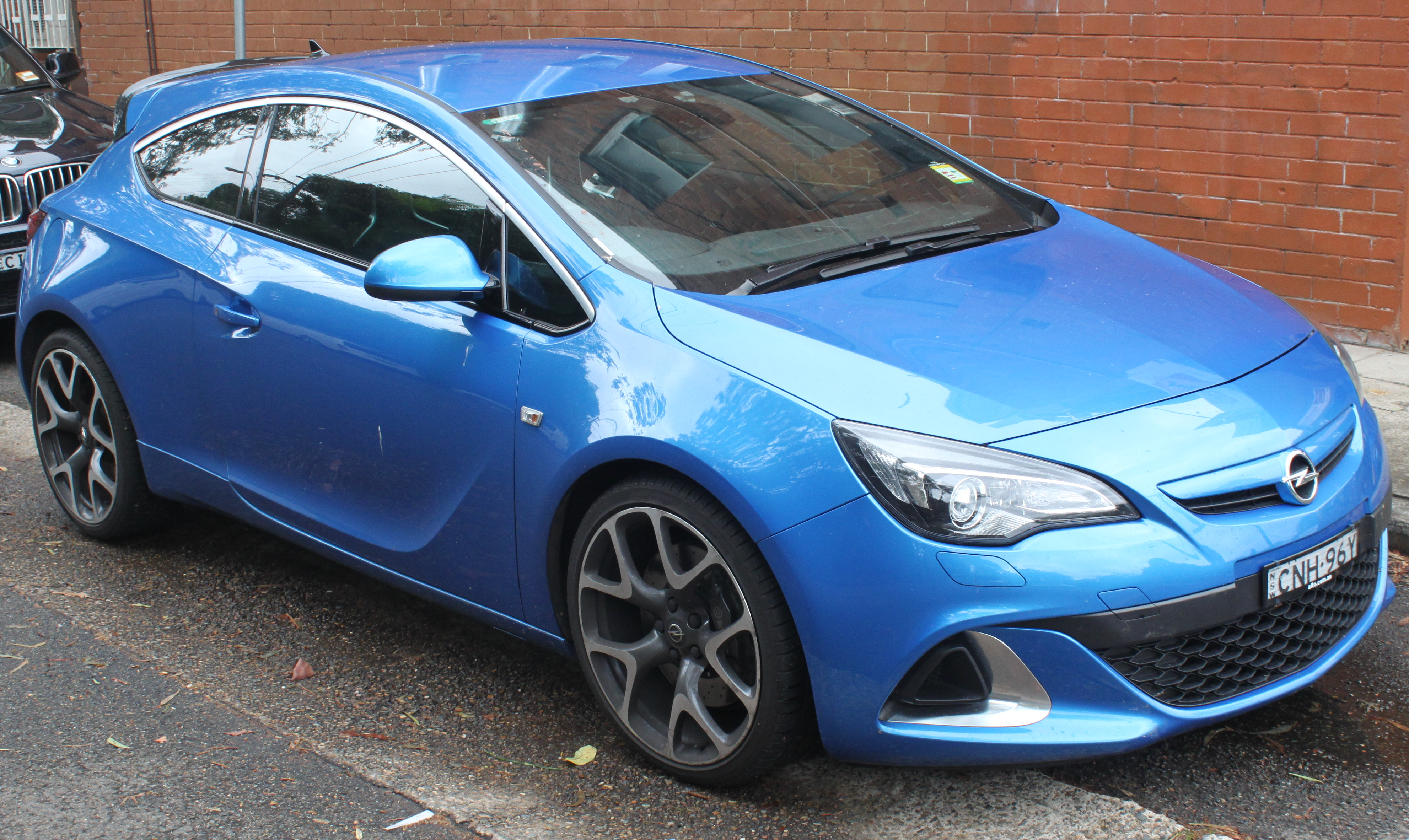
OPC vooraanzicht
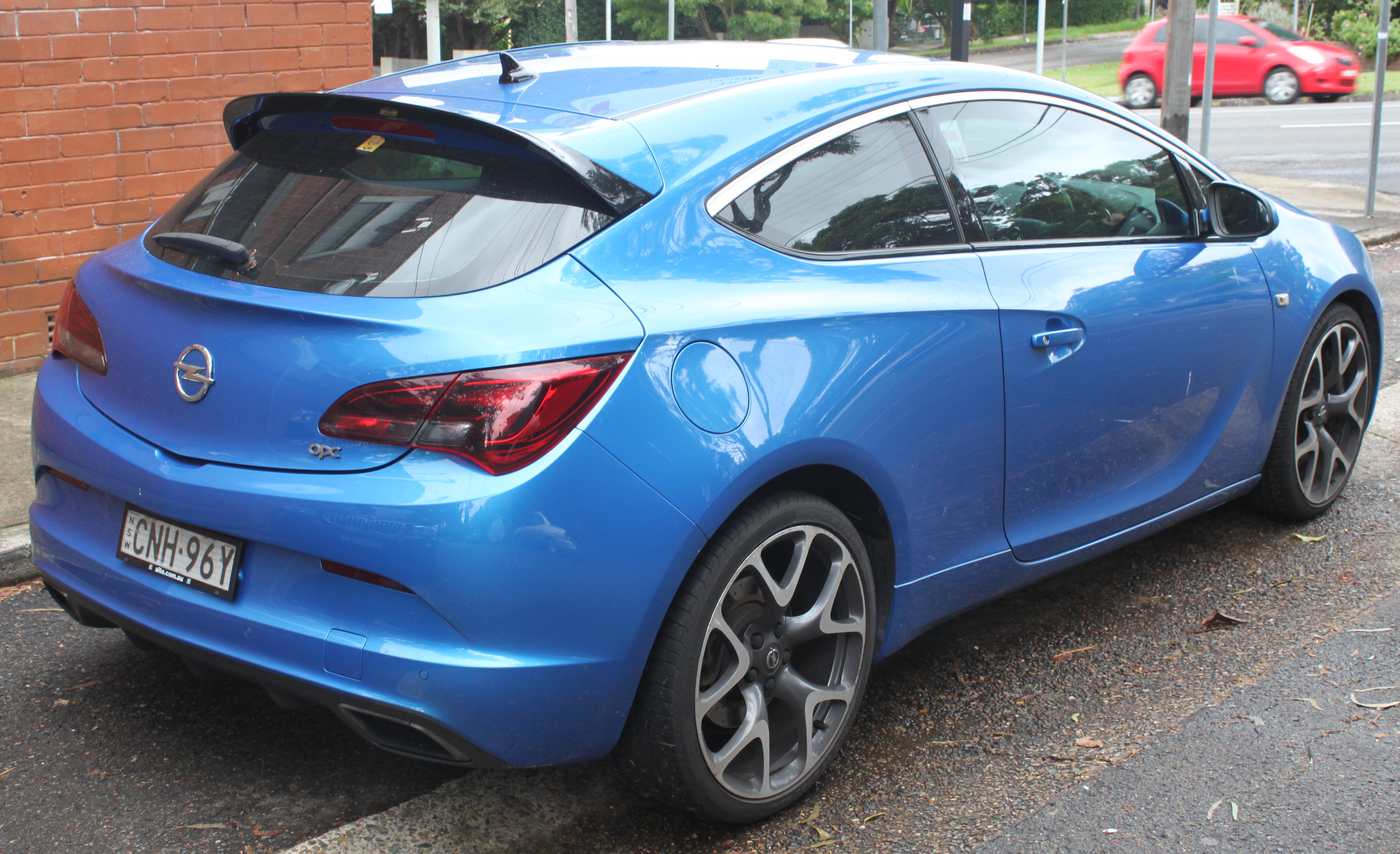
OPC achteraanzicht

### Afmetingen
| Model         | lengte  | breedte | hoogte  | wielbasis |
| ------------- | ------- | ------- | ------- | --------- |
| GTC           | 4,446 m | 1,840 m | 1,482 m | 2,695 m   |
| Hatchback     | 4,419 m | 1,814 m | 1,510 m | 2,685 m   |
| Sedan         | 4,658 m | 1,814 m | 1,500 m | 2,685 m   |
| Sports Tourer | 4,698 m | 1,814 m | 1,535 m | 2,685 m   |

### Motoren
Benzine
| Code   | Type           | Motor    | Motor     | Vermogen | Koppel | Jaartal     | Opmerking      |
| Code   | Type           | Inhoud   | Cilinders | Vermogen | Koppel | Jaartal     | Opmerking      |
| ------ | -------------- | -------- | --------- | -------- | ------ | ----------- | -------------- |
| A14XEL | 1.4 DOHC       | 1398 cm³ | 4-in-lijn | 87 pk    | 130 Nm | 2010 - 2013 |                |
| A14XER | 1.4 DOHC       | 1398 cm³ | 4-in-lijn | 100 pk   | 130 Nm | 2009 - 2016 |                |
| A16XER | 1.6 DOHC       | 1598 cm³ | 4-in-lijn | 115 pk   | 155 Nm | 2009 - 2011 |                |
| A14NEL | 1.4 DOHC Turbo | 1364 cm³ | 4-in-lijn | 120 pk   | 200 Nm | 2010 - 2015 |                |
| A14NET | 1.4 DOHC Turbo | 1364 cm³ | 4-in-lijn | 140 pk   | 200 Nm | 2010 - 2015 |                |
| B14XFT | 1.4 DOHC Turbo | 1398 cm³ | 4-in-lijn | 150 pk   | 230 Nm | 2015 - 2016 |                |
| A16LET | 1.6 DOHC Turbo | 1598 cm³ | 4-in-lijn | 180 pk   | 230 Nm | 2009 - 2014 |                |
| A16XHT | 1.6 DOHC Turbo | 1598 cm³ | 4-in-lijn | 170 pk   | 260 Nm | 2014 - 2016 |                |
| A20NFT | 2.0 DOHC Turbo | 1998 cm³ | 4-in-lijn | 280 pk   | 400 Nm | 2012 - 2017 | Alleen als OPC |

LPG
| Code   | Type                   | Motor    | Motor     | Vermogen | Koppel | Jaartal     | Opmerking |
| Code   | Type                   | Inhoud   | Cilinders | Vermogen | Koppel | Jaartal     | Opmerking |
| ------ | ---------------------- | -------- | --------- | -------- | ------ | ----------- | --------- |
| A14NET | 1.4 DOHC Turbo Bi-Fuel | 1364 cm³ | 4-in-lijn | 140 pk   | 200 Nm | 2012 - 2016 |           |

Diesel
| Code   | Type        | Motor    | Motor     | Vermogen | Koppel | Jaartal     | Opmerking             |
| Code   | Type        | Inhoud   | Cilinders | Vermogen | Koppel | Jaartal     | Opmerking             |
| ------ | ----------- | -------- | --------- | -------- | ------ | ----------- | --------------------- |
| A13DTE | 1.3 CDTI    | 1248 cm³ | 4-in-lijn | 95 pk    | 190 Nm | 2010 - 2013 |                       |
| A17DTJ | 1.7 CDTI    | 1686 cm³ | 4-in-lijn | 110 pk   | 260 Nm | 2009 - 2012 |                       |
| B16DTL | 1.6 CDTI    | 1686 cm³ | 4-in-lijn | 110 pk   | 300 Nm | 2015 - 2016 |                       |
| A17DTR | 1.7 CDTI    | 1686 cm³ | 4-in-lijn | 125 pk   | 280 Nm | 2009 - 2012 |                       |
| A17DTS | 1.7 CDTI    | 1686 cm³ | 4-in-lijn | 130 pk   | 300 Nm | 2011 - 2014 |                       |
| B16DTH | 1.6 CDTI    | 1686 cm³ | 4-in-lijn | 136 pk   | 320 Nm | 2014 - 2016 |                       |
| A20DTH | 2.0 CDTI    | 1956 cm³ | 4-in-lijn | 160 pk   | 350 Nm | 2009 - 2011 | Met start-stopsysteem |
| A20DTH | 2.0 CDTI    | 1956 cm³ | 4-in-lijn | 165 pk   | 350 Nm | 2011 - 2015 |                       |
| A20DTR | 2.0 BiTurbo | 1956 cm³ | 4-in-lijn | 195 pk   | 400 Nm | 2013 - 2015 |                       |

### Wetenswaardigheden
- De cabrioletversie van de Opel Astra heet vanaf dit model Opel Cascada.
- In 2011 won de Astra J de prijs van Lease Auto van het Jaar.
- In 2011 verschenen er in het nieuws berichten over een op handen zijnde Opel Astra (J) GSi (benzine of diesel), wat een eerste terugkeer van dit type sinds 1996 zou betekenen. Deze uitvoering is er echter nooit gekomen.

## Astra K (2015-2021)

### Kenmerken
In 2015 werd door Opel de nieuwe Astra K geïntroduceerd, die voor het eerst op de IAA in Frankfurt te zien was. De Astra K is kleiner (5 cm) en lichter (tot 200 kg) dan zijn voorganger. Ondanks dat, claimt Opel dat de ruimte in het interieur is toegenomen. De afname in het gewicht heeft Opel bereikt door gebruik te maken van lichtgewicht materialen, compactere subframes en een lichtere voor- en achteras. Enkel het koetswerk van de nieuwe Astra weegt 280 kg, waar dat bij de Astra J nog 357 kg was. In totaal levert het, afhankelijk van de uitvoering, een gewichtsbesparing tussen de 120 kg en 200 kg op.
De Astra K werd uitgeroepen tot Auto van het Jaar 2016.
De Astra K is verkrijgbaar in de volgende carrosserievarianten.
- Hatchback (5-deurs)
- Sports Tourer (station) (5-deurs)

#### Facelift 2019
In 2019 kreeg de Astra K een facelift. Het model werd daarbij aan de voorkant iets gewijzigd, kreeg de beschikking over een nieuwe infotainmentsysteem en kon optioneel voorzien worden van een digitaal instrumentarium. De grootste wijziging is echter onder de motorkap te vinden, waar geheel nieuwe motoren te vinden zijn.

### Afmetingen
| Model         | lengte  | breedte | hoogte  | wielbasis |
| ------------- | ------- | ------- | ------- | --------- |
| Hatchback     | 4,370 m | 1,809 m | 1,485 m | 2,662 m   |
| Sports Tourer | 4,702 m | 1,809 m | 1,510 m | 2,662 m   |

### Afbeeldingen

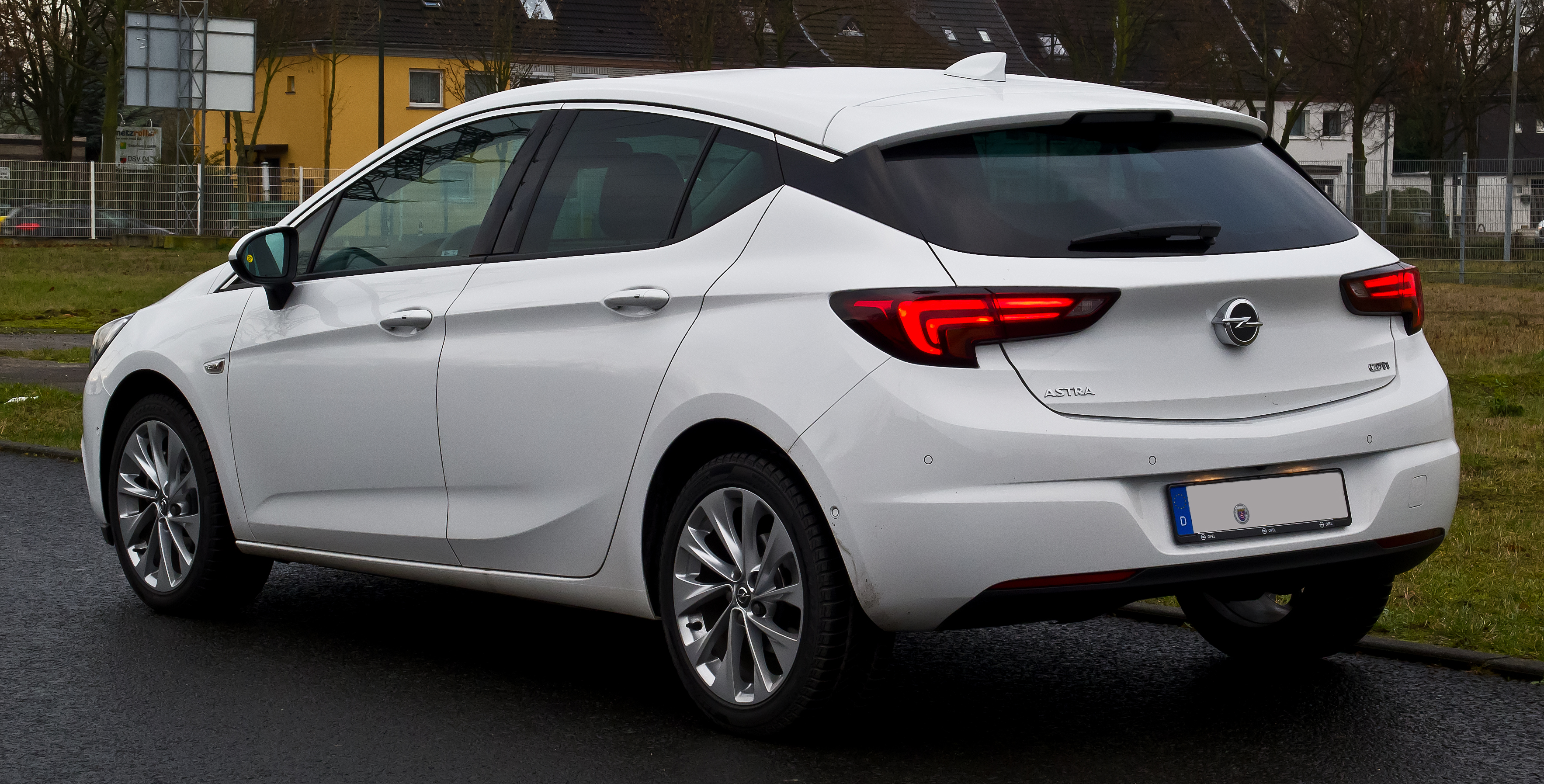
Hatchback achteraanzicht
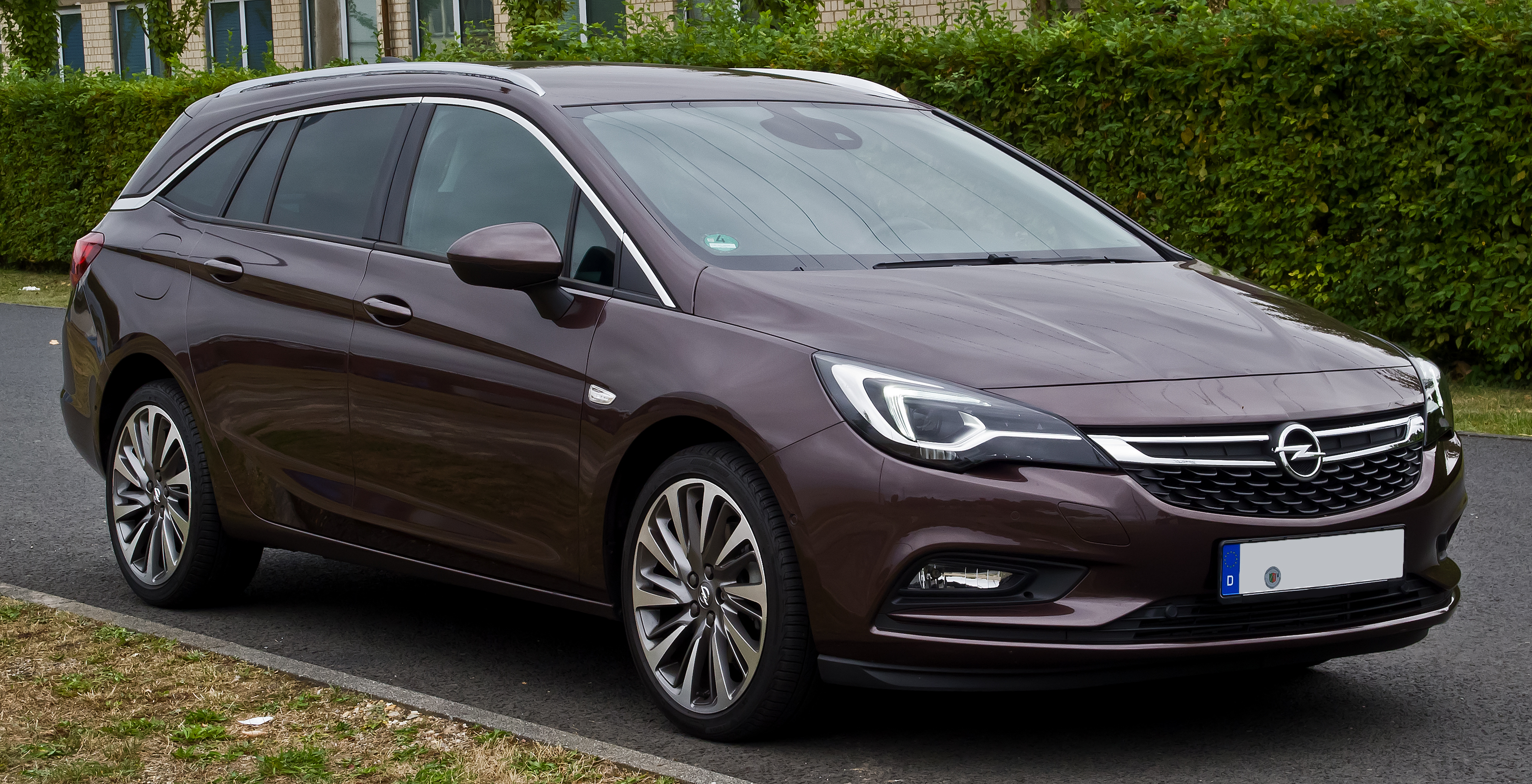
Station vooraanzicht
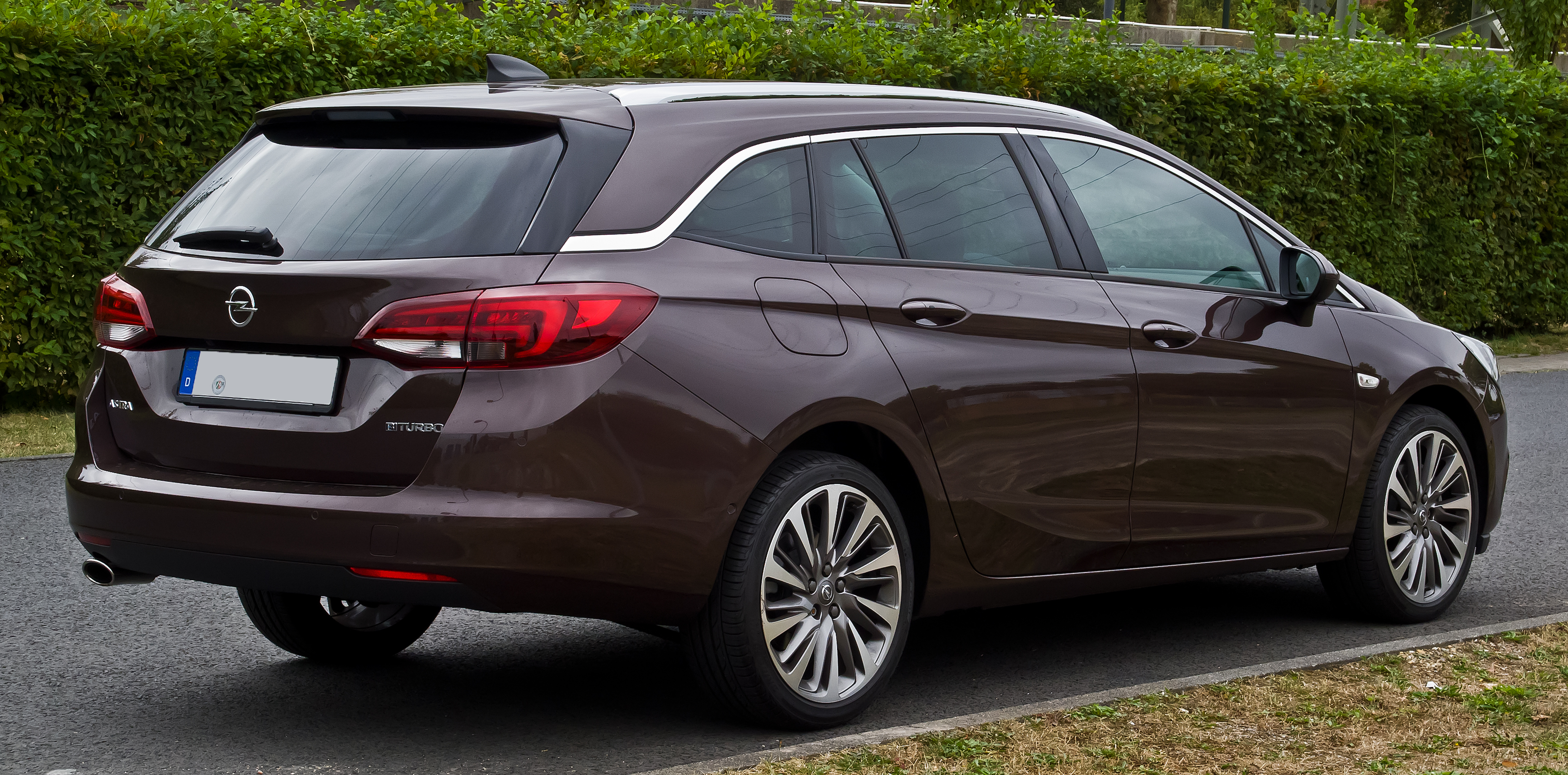
Station achteraanzicht
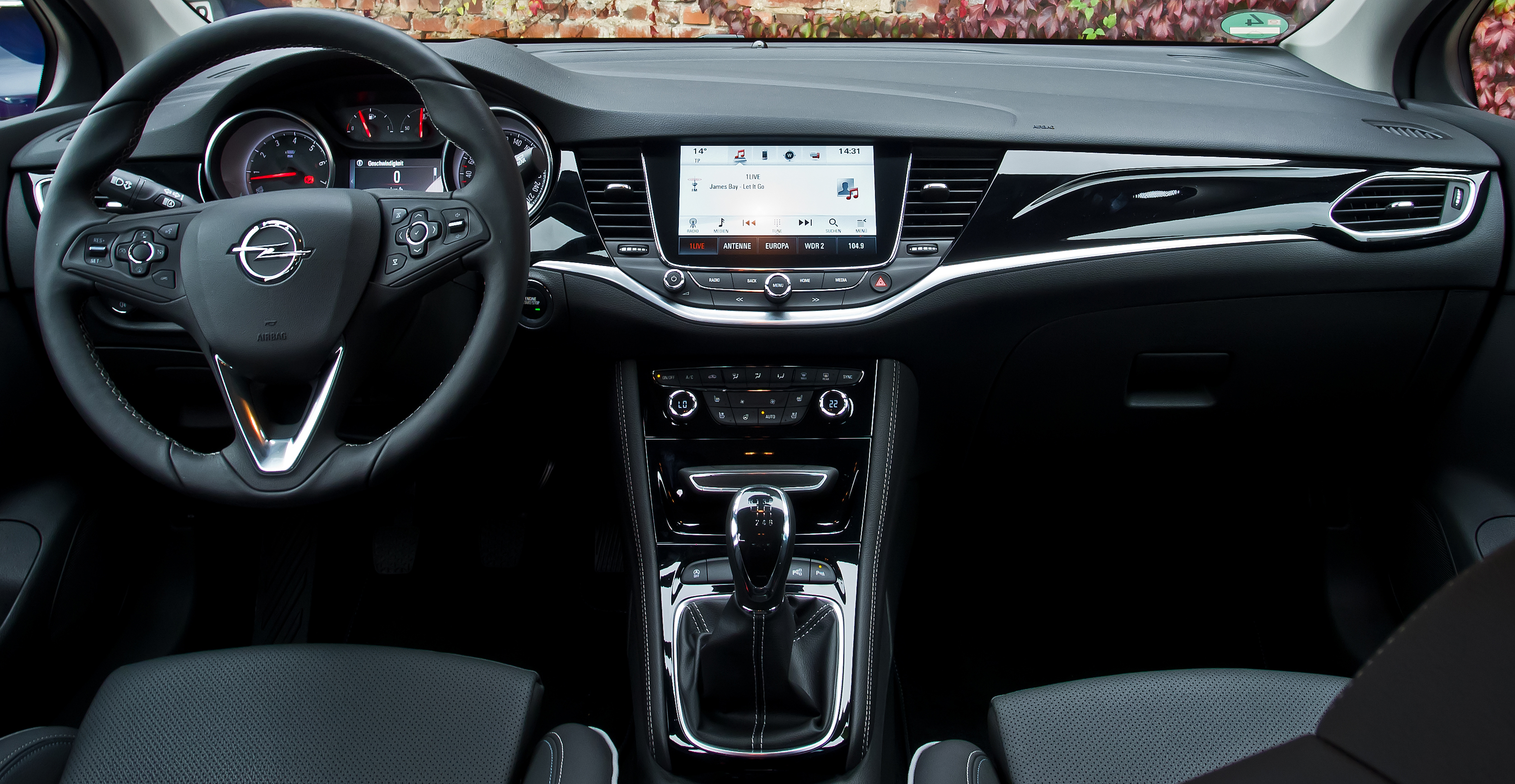
Interieur
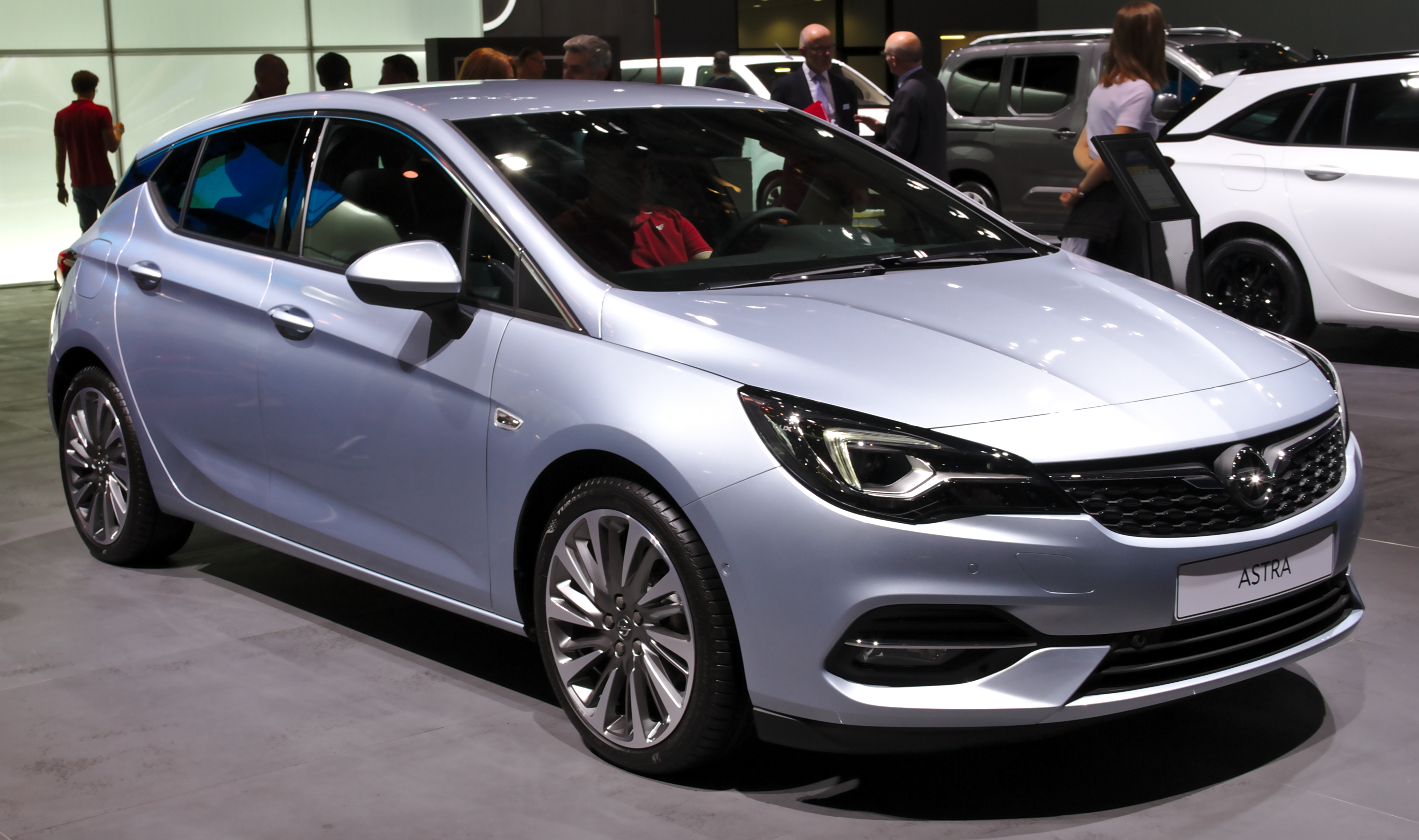
Vooraanzicht facelift 2019

### Motoren
| Benzinemotoren           | Benzinemotoren | Benzinemotoren | Benzinemotoren               | Benzinemotoren      | Benzinemotoren      | Benzinemotoren         | Benzinemotoren              | Benzinemotoren        | Benzinemotoren                 | Benzinemotoren | Benzinemotoren |
| Model                    | Type motor     | Cilinderinhoud | Vermogen                     | Koppel              | Topsnelheid         | Acceleratie 0–100 km/h | Uitstoot                    | Emissienorm           | Versnellingsbak                | Jaar           | Opmerking      |
| ------------------------ | -------------- | -------------- | ---------------------------- | ------------------- | ------------------- | ---------------------- | --------------------------- | --------------------- | ------------------------------ | -------------- | -------------- |
| 1.0 Turbo Start/Stop     | I3 Turbo       | 999 cm³        | 77 kW (105pk) @5500rpm       | 170Nm @1800-4250pm  | 195 km/h            | 11,2 s [11,7 s]        | 102-104 g/km [103-105 g/km] | Euro 6                | 5-versnellingen handgeschakeld | 2015-2018      |                |
| 1.0 Turbo Start/Stop     | I3 Turbo       | 999 cm³        | 77 kW (105pk) @5500rpm       | 170Nm @1800-4250pm  | 200 km/h            | 12,7 s [12,9 s]        | 102-104 g/km [103-105 g/km] | Euro 6                | 5-traps Easytronic 3.0         | 2015-2018      |                |
| 1.0 Turbo Start/Stop     | I3 Turbo       | 999 cm³        | 77 kW (105pk) @5500rpm       | 170Nm @1800-4250pm  | 195 km/h            | 11,6 s [11,8 s]        | 107-110 g/km                | Euro 6d Temp          | 5-versnellingen handgeschakeld | 2018-2019      |                |
| 1.2 Turbo                | I3 Turbo       | 1199 cm³       | 81 kW (110pk) @4500rpm       | 195Nm @2000-3500pm  | 200 km/h            | 10,4 s [10,6 s]        | 99 g/km [102 g/km]          | Euro 6d               | 6-versnellingen handgeschakeld | 2019-          |                |
| 1.2 Turbo Start/Stop     | I3 Turbo       | 1199 cm³       | 96 kW (130pk) @5500rpm       | 225Nm @2000-3500pm  | 215 km/h            | 9,9 s [10,1 s]         | 99 g/km [102 g/km]          | Euro 6d               | 6-versnellingen handgeschakeld | 2019-          |                |
| 1.2 Turbo Start/Stop     | I3 Turbo       | 1199 cm³       | 107 kW (145pk) @5500rpm      | 225Nm @2000-3500pm  | 220 km/h            | 9,4 s [9,6 s]          | 99 g/km [102 g/km]          | Euro 6d               | 6-versnellingen handgeschakeld | 2019-          |                |
| 1.4 Turbo Start/Stop     | I3 Turbo       | 1350 cm³       | 107 kW (145pk) @5000-6000rpm | 236Nm @1500-3500pm  | 210 km/h            | 9,6 s [9,8 s]          | 115 g/km [114 g/km]         | Euro 6d               | traploze automaat              | 2019-          |                |
| 1.4 Turbo Start/Stop     | I4 Turbo       | 1398 cm³       | 110 kW (150pk) @5000-5600rpm | 230Nm @2000-4000pm  | 215 km/h            | 8,5 s [8,9 s]          | 114-117 g/km                | Euro 6                | 6-versnellingen handgeschakeld | 2015-2018      |                |
| 1.4 Turbo Start/Stop     | I4 Turbo       | 1398 cm³       | 110 kW (150pk) @5000-5600rpm | 245Nm @2000-4000pm  | 210 km/h            | 8,9 s [9,4 s]          | 124-127 g/km [125-128 g/km] | Euro 6                | 6-traps automaat               | 2015-2018      |                |
| 1.4 Turbo Start/Stop     | I4 Turbo       | 1398 cm³       | 110 kW (150pk) @5000-5600rpm | 230Nm @2000-4000pm  | 215 km/h            | 8,5 s [8,9 s]          | 125-128 g/km [127-131 g/km] | Euro 6d Temp          | 6-versnellingen handgeschakeld | 2018-2019      |                |
| 1.4 Turbo Start/Stop     | I4 Turbo       | 1398 cm³       | 110 kW (150pk) @5000-5600rpm | 245Nm @2000-4000pm  | 210 km/h            | 8,7 s [8,9 s]          | 130-139 g/km [130-138 g/km] | Euro 6d Temp          | 6-traps automaat               | 2018-2019      |                |
| 1.6 Turbo Start/Stop     | I4 Turbo       | 1598 cm³       | 147 kW (200pk) @4700-5500rpm | 300Nm @1700-4700pm  | 235 km/h            | 7,0 s [7,7 s]          | 139-142 g/km [140-143 g/km] | Euro 6                | 6-versnellingen handgeschakeld | 2015-2018      |                |
| 1.6 Turbo Start/Stop     | I4 Turbo       | 1598 cm³       | 147 kW (200pk) @4700-5500rpm | 300Nm @1700-4700pm  | 235 km/h            | 7,2 s [7,9 s]          | 138-141 g/km [139-142 g/km] | Euro 6                | 6-traps automaat               | 2015-2018      |                |
| 1.6 Turbo Start/Stop     | I4 Turbo       | 1598 cm³       | 147 kW (200pk) @5500rpm      | 300Nm @1650-4500pm  | 235 km/h            | 7,8 s [7,9 s]          | 144-151 g/km                | Euro 6d Temp          | 6-versnellingen handgeschakeld | 2018-2019      |                |
| 1.6 Turbo Start/Stop     | I4 Turbo       | 1598 cm³       | 147 kW (200pk) @5500rpm      | 300Nm @1650-4500pm  | 235 km/h            | 7,8 s [7,9 s]          | 146-151 g/km [149-154 g/km] | Euro 6d Temp          | 6-traps automaat               | 2018-2019      |                |
| CNG                      |                |                |                              |                     |                     |                        |                             |                       |                                |                |                |
| Model                    | Type motor     | Cilinderinhoud | Vermogen                     | Koppel              | Topsnelheid         | Acceleratie 0–100 km/h | Uitstoot                    | Emissienorm           | Versnellingsbak                | Jaar           | Opmerking      |
| 1.4 CNG Turbo Start/Stop | I4 Turbo       | 1399 cm³       | 81 kW (110pk) @5600rpm       | 200Nm @2000-3600rpm | 195 km/h            | 10,9 s [12,3 s]        | 113 g/km [116 g/km]         | Euro 6 / Euro 6d Temp | 6-versnellingen handgeschakeld | 2017-2019      |                |
| Dieselmotoren            |                |                |                              |                     |                     |                        |                             |                       |                                |                |                |
| Model                    | Type motor     | Cilinderinhoud | Vermogen                     | Koppel              | Topsnelheid         | Acceleratie 0–100 km/h | Uitstoot                    | Emissienorm           | Versnellingsbak                | Jaar           | Opmerking      |
| 1.5 CDTi Start/Stop      | I3 Turbo       | 1496 cm³       | 77 kW (105pk) @3250rpm       | 260Nm @1500-2500rpm | 200 km/h            | 10,6 s [10,8 s]        | 90 g/km                     | Euro 6d Temp          | 6-versnellingen handgeschakeld | 2019-          |                |
| 1.5 CDTi Start/Stop      | I3 Turbo       | 1496 cm³       | 90 kW (122pk) @3500rpm       | 300Nm @1750-2500rpm | 210 km/h            | 10,2 s [10,4 s]        | 92 g/km                     | Euro 6d Temp          | 6-versnellingen handgeschakeld | 2019-          |                |
| 1.5 CDTi Start/Stop      | I3 Turbo       | 1496 cm³       | 90 kW (122pk) @3500rpm       | 285Nm @1500-2750rpm | 205 km/h            | 10,6 s [10,8 s]        | 109 g/km [112 g/km]         | Euro 6d Temp          | 9-traps automaat               | 2019-          |                |
| 1.6 CDTi Start/Stop      | I4 Turbo       | 1598 cm³       | 81 kW (110pk) @3500rpm       | 300Nm @1750-2000rpm | 200 km/h [195 km/h] | 10,9 s [11,3 s]        | 88-91 g/km [89-92 g/km]     | Euro 6                | 6-versnellingen handgeschakeld | 2015-2018      |                |
| 1.6 CDTi Start/Stop      | I4 Turbo       | 1598 cm³       | 81 kW (110pk) @3500rpm       | 300Nm @1750-2000rpm | 200 km/h            | 11,1 s [11,4 s]        | 107-110 g/km [112-116 g/km] | Euro 6d Temp          | 6-versnellingen handgeschakeld | 2018-2019      |                |
| 1.6 CDTi Start/Stop      | I4 Turbo       | 1598 cm³       | 100 kW (136pk) @3500-4000rpm | 320Nm @2000-2250rpm | 205 km/h            | 9,6 s [10,1 s]         | 99-103 g/km [101-104 g/km]  | Euro 6                | 6-versnellingen handgeschakeld | 2015-2018      |                |
| 1.6 CDTi Start/Stop      | I4 Turbo       | 1598 cm³       | 100 kW (136pk) @3500-4000rpm | 320Nm @2000-2250rpm | 200 km/h            | 9,7 s [10,1 s]         | 115-119 g/km [119-122 g/km] | Euro 6                | 6-traps automaat               | 2015-2018      |                |
| 1.6 CDTi Start/Stop      | I4 Turbo       | 1598 cm³       | 100 kW (136pk) @3500-4000rpm | 320Nm @2000-2250rpm | 213 km/h [212 km/h] | 9,4 s [9,6 s]          | 116-121 g/km [118-125 g/km] | Euro 6d Temp          | 6-versnellingen handgeschakeld | 2018-2019      |                |
| 1.6 CDTi Start/Stop      | I4 Turbo       | 1598 cm³       | 100 kW (136pk) @3500-4000rpm | 320Nm @2000-2250rpm | 208 km/h [207 km/h] | 10,0 s [10,2 s]        | 122-130 g/km [126-134 g/km] | Euro 6d Temp          | 6-traps automaat               | 2018-2019      |                |
| 1.6 BiTurbo Start/Stop   | I4 Bi-Turbo    | 1598 cm³       | 110 kW (150pk) @4000rpm      | 350Nm @1500-2250rpm | 225 km/h [222 km/h] | 9,0 s [9,2 s]          | 131-137 g/km [126-134 g/km] | Euro 6d Temp          | 6-versnellingen handgeschakeld | 2018-2019      |                |
| 1.6 BiTurbo Start/Stop   | I4 Bi-Turbo    | 1598 cm³       | 118 kW (160pk) @4000rpm      | 350Nm @1500-2250rpm | 220 km/h            | 8,6 s [8,9 s]          | 106-109 g/km                | Euro 6                | 6-versnellingen handgeschakeld | 2015-2018      |                |

- Waardes tussen vierkante haken gelden voor de Sports Tourer.

## Astra L (2021-heden)
De zesde generatie Astra werd onthuld in juli 2021 als vijfdeurs hatchback en kwam op de markt in november 2021. Het stationwagenmodel, de Sports Tourer, werd in december 2021 gepresenteerd.
Het is de eerste Astra die door de PSA Group ontwikkeld werd. De wagen is gebaseerd op de derde generatie van het EMP2-platform, waardoor het model grotendeels identiek is aan de Peugeot 308 III en de DS4.

### Afmetingen
| Model         | lengte  | breedte | hoogte  | wielbasis |
| ------------- | ------- | ------- | ------- | --------- |
| Hatchback     | 4,374 m | 1,860 m | 1,470 m | 2,675 m   |
| Sports Tourer | 4,640 m | 1,860 m | 1,470 m | 2,730 m   |

### Afbeeldingen

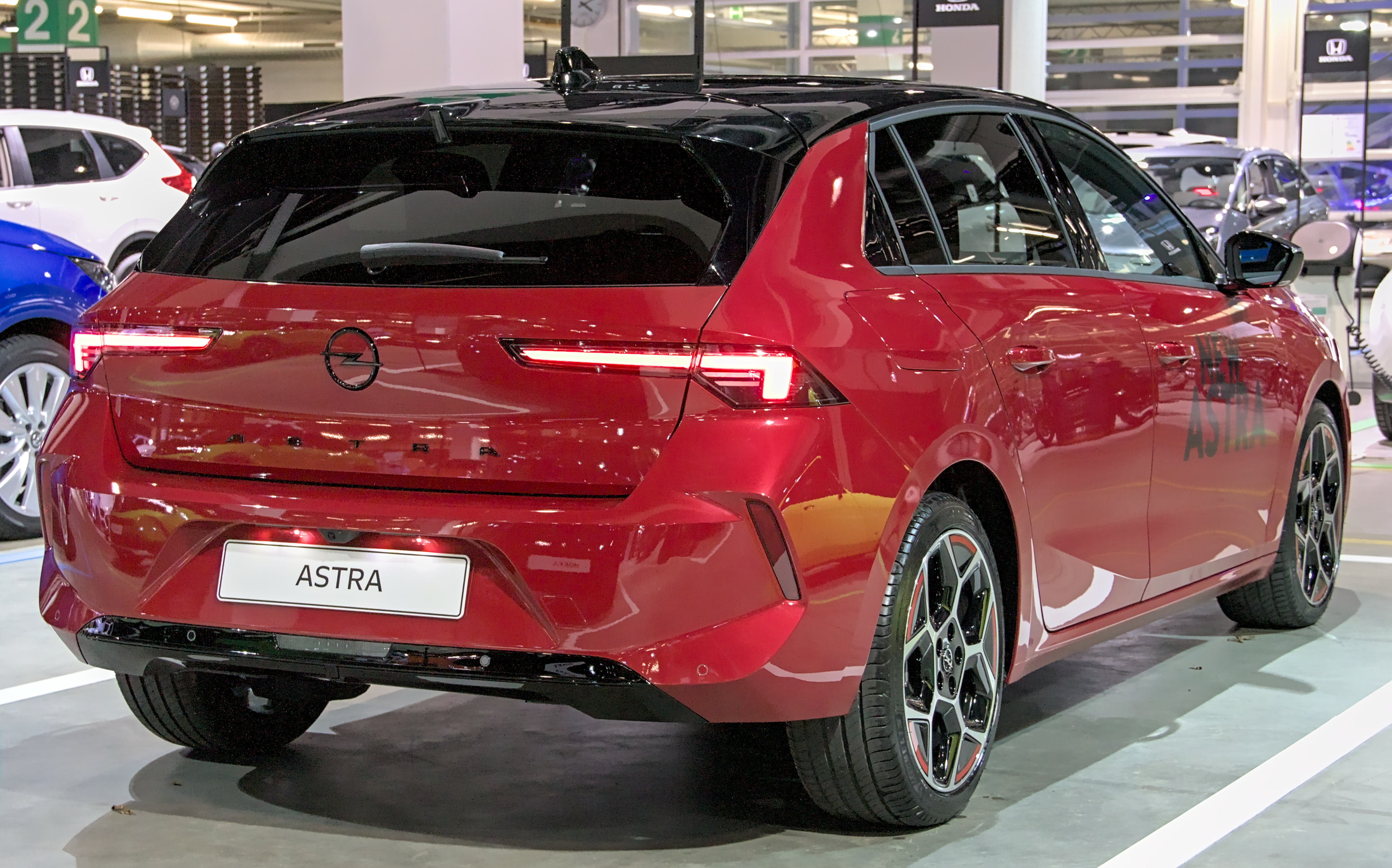
Hatchback achteraanzicht
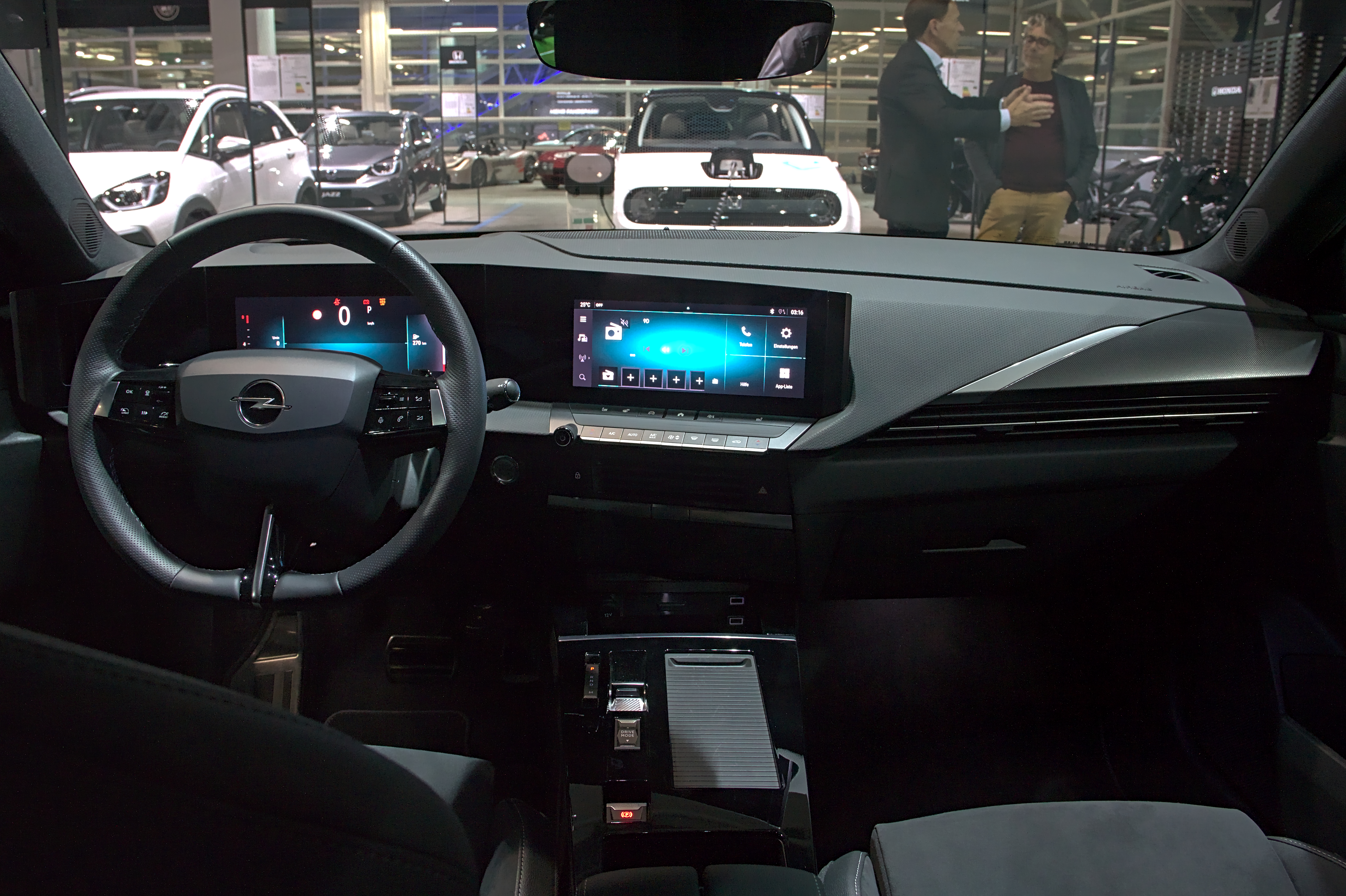
Interieur

### Motoren
| Benzinemotoren            | Benzinemotoren          | Benzinemotoren | Benzinemotoren           | Benzinemotoren | Benzinemotoren      | Benzinemotoren         | Benzinemotoren              | Benzinemotoren | Benzinemotoren                                    | Benzinemotoren | Benzinemotoren |
| Model                     | Type motor              | Cilinderinhoud | Vermogen                 | Koppel         | Topsnelheid         | Acceleratie 0–100 km/h | Uitstoot                    | Emissienorm    | Versnellingsbak                                   | Jaar           | Opmerking      |
| ------------------------- | ----------------------- | -------------- | ------------------------ | -------------- | ------------------- | ---------------------- | --------------------------- | -------------- | ------------------------------------------------- | -------------- | -------------- |
| 1.2 Turbo                 | L3 Turbo                | 1199 cm³       | 81 kW (110pk) @5500rpm   | 205Nm @1750pm  | 199 km/u            | 10,5 s                 | 123-126 g/km                | Euro 6d        | 6-versnellingen handgeschakeld                    | 2021-heden     |                |
| 1.2 Turbo                 | L3 Turbo                | 1199 cm³       | 96 kW (130pk) @5500rpm   | 230Nm @1750rpm | 210 km/u [210 km/u] | 9.7 s [9,7 s]          | 123-129 g/km [126-131 g/km] | Euro 6d        | 6-versnellingen handgeschakeld [8-traps automaat] | 2021-heden     |                |
| Plug-in hybride 1.6 Turbo | L4 Turbo + elektromotor | 1598 cm³       | 133 kW (180pk) @6000rpm  | 360Nm @1750pm  | 225 km/u            | 7,6 s                  | 22-26 g/km                  | Euro 6d        | 8-traps automaat                                  | 2021-heden     |                |
| Plug-in hybride 1.6 Turbo | L4 Turbo + elektromotor | 1598 cm³       | 165 kW (225 pk) @6000rpm | 360Nm @1750pm  | 235 km/u            |                        | 24-31 g/km                  | Euro 6d        | 8-traps automaat                                  | 2021-heden     |                |
| Dieselmotoren             |                         |                |                          |                |                     |                        |                             |                |                                                   |                |                |
| Model                     | Type motor              | Cilinderinhoud | Vermogen                 | Koppel         | Topsnelheid         | Acceleratie 0–100 km/h | Uitstoot                    | Emissienorm    | Versnellingsbak                                   | Jaar           | Opmerking      |
| 1.5 Diesel                | L4 turbodiesel          | 1498 cm³       | 96 kW (130pk) @3750rpm   | 300Nm @1750pm  | 209 km/u [209 km/u] | 10,6 s [10,6 s]        | 113-119 g/km [117-122 g/km] | Euro 6d        | 6-versnellingen handgeschakeld [8-traps automaat] | 2021-heden     |                |

- Waardes tussen vierkante haken gelden voor de uitvoering met 8-traps automaat

## Verkoopcijfers in Nederland vanaf 1992
Totaal : 477531

## Astra in andere landen

### Afwijkende naamgeving
De Opel Astra heet niet overal Opel. Dit is alleen in continentaal Europa en in Ierland het geval.
| Land                          | Merk             | Model |
| ----------------------------- | ---------------- | ----- |
| Verenigd Koninkrijk           | Vauxhall         | Astra |
| Oceanië                       | Holden           | Astra |
| Rusland                       | Opel / Chevrolet | Astra |
| Verenigde Staten & Canada     | Saturn           | Astra |
| Midden-Amerika & Zuid-Amerika | Chevrolet        | Astra |

### Astra Classic
Voor de Aziatische, Russische en Zuid-Amerikaanse markt wordt in Gliwice in Polen, de Astra Classic geproduceerd. Dit betreft tijdens de verkoop van de Astra G en H steeds het voorgaande model. Tijdens de productie van de Astra G is de Astra F als Astra Classic in productie en tijdens de productie van de Astra H is dat het geval met de Astra G. Opel speelt op die manier in op de behoefte aan goedkope auto's van de betreffende afzetmarkten in o.a. Midden- en Oost-Europa.

### Astra/Kadett F in Zuid-Afrika
In Zuid-Afrika brengt Opel een aantal afwijkende carrosserievarianten op de markt. De Sedan (Astra F) is onder de noemer iS (160iS, 200iS) met een spoilerpakket verkrijgbaar welke is afgeleid van de GSi-bodykit. Hiervoor is een vijfdeursuitvoering van de sideskirts ontwikkeld en een speciale achterbumper. Ook voor de hatchback (Kadett F) is de vijfdeurskit verkrijgbaar. Ook is de tweeliterturbomotor (C20LET) die in Nederland alleen geleverd is in de Vectra 4x4 Turbo en Calibra 4x4 Turbo verkrijgbaar in de Kadett 200TS. Deze laatste verwerft in het land bekendheid doordat het politiekorps "The Flying Squad" gebruikmaakt van deze uitvoering.